# 암살 목록
성공적인 암살 목록으로, 지역별로 정렬되어 있다. 암살 미수 사건은 암살 미수 생존자 목록을 참조하라.
이 문서에서 암살은 종교적, 정치적, 금전적 이유로 인해 저명한 인물을 의도적으로, 계획적으로 살해하는 것으로 정의된다.

## 아메리카

### 앤티가 바부다
| 날짜            | 피해자                               | 암살자       | 비고 |
| --------------- | ------------------------------------ | ------------ | --- |
| 1710년 12월 7일 | 대니얼 파크, 리워드 제도의 영국 총독 | 폭도 여러 명 | 성난 폭도들이 파크를 그의 집에서 붙잡아 심하게 구타하고 끌고 나가 죽게 만들었다. 그가 죽어가면서 고문하던 자들에게 남긴 유언은 "신사 여러분, 여러분에게는 명예심이 남아 있지 않습니다. 인간성을 좀 가지시죠."였다고 전해진다. |

### 아르헨티나
| 날짜   | 피해자                                                                                   | 암살자                                                                       | 비고 |
| ------ | ---------------------------------------------------------------------------------------- | ---------------------------------------------------------------------------- | --- |
| 1835년 | 파쿤도 키로가, 라리오하주 (아르헨티나)의 라리오하주 지사                                 | 호세 비센테 레이나페, 레이나페 형제, 산토스 페레스                           | 부에노스아이레스로 돌아오는 도중, 무장한 남자들이 그의 마차를 습격했다. 키로가는 마차에서 나와 협상하려다 왼쪽 눈에 총을 맞았다.                                  |
| 1838년 | 알레한드로 에레디아, 투쿠만주의 투쿠만주 지사                                            | 가비노 로블레스, 비센테 네이로트, 루시오 카사스, 그레고리오 우리아르테       | 에레디아는 아들과 함께 무장 단체의 습격을 받아 머리에 총을 맞았다. 가해자들은 에레디아와 그의 아들을 버려두고 갔다. 시체는 이틀 후에 발견되었다.                  |
| 1841년 | 호세 쿠바스, 카타마르카주의 카타마르카주 지사                                            | 마리아노 마사                                                                | |
| 1841년 | 마르코 아벨라네다, 투쿠만주의 투쿠만주 지사                                              | 마리아노 마사                                                                | |
| 1861년 | 안토니노 아베라스타인, 산후안주 (아르헨티나)의 산후안주 지사                             |                                                                              | |
| 1870년 | 후스토 호세 데 우르키사, 아르헨티나의 전 대통령이자 엔트레리오스주의 엔트레리오스주 지사 |                                                                              | |
| 1889년 | 리카르도 로페스 호르단, 군인이자 정치인, 엔트레리오스주의 전 지사                        |                                                                              | |
| 1908년 | 마리아노 산티얀 주니어, 산티아고델에스테로주의 연방 하원의원                             |                                                                              | |
| 1909년 | 라몬 팔콘, 국가경찰청장                                                                  | 시몬 라도비츠키                                                              | 노동자들에 대한 잔혹한 탄압에 대한 보복으로 아나키스트에 의해 암살되었다.                                                                                         |
| 1921년 | 아마블레 존스, 산후안주 (아르헨티나)의 산후안주 지사                                     |                                                                              | |
| 1929년 | 카를로스 워싱턴 렌시나스, 멘도사주의 전 멘도사주 지사                                    |                                                                              | |
| 1935년 | 엔조 보르다베에레, 산타페주의 연방 상원의원                                              | 라몬 발데스 코라                                                             | 아르헨티나 상원 회기 중에 살해되었다. |
| 1969년 | 아우구스토 반도르, 금속노조(UOM) 사무총장                                                |                                                                              | 극좌 페론주의 분파인 국가혁명군(Ejército Nacional Revolucionario)의 특공대 공격으로 살해되었다.                                                                   |
| 1970년 | 페드로 아람부루, 전 실권 아르헨티나 대통령                                               |                                                                              | 페론주의 게릴라인 몬토네로스에 의해 처형되었다. 이는 에바 페론의 시신 탈취와 아람부루 독재 시절인 1956년 실패한 봉기에 연루된 자들의 처형에 대한 복수였다.        |
| 1970년 | 호세 알론소 (노동조합원), CGT 사무총장                                                   | 몬토네로스                                                                   | |
| 1972년 | 오베르단 살루스트로, 피아트 아르헨티나 지사장                                            | 인민혁명군 (아르헨티나)                                                      | |
| 1973년 | 호세 이그나시오 루치, CGT 사무총장                                                       | 몬토네로스                                                                   | |
| 1973년 | 후안 마누엘 이라사발, 미시오네스주 (아르헨티나)의 주지사                                 | 아르헨티나 반공주의자 동맹                                                   | 비치크래프트 퀸 에어 비행기에 설치된 폭탄에 의해 부지사 세사르 아이롤트와 함께 사망했다.                                                                          |
| 1974년 | 아르투로 모르 로이그, 전 아르헨티나 내무부 장관                                          | 몬토네로스                                                                   | |
| 1974년 | 카를로스 무히카, 가톨릭 제3세계 사제 운동의 사제                                         | 로돌포 알미론 (아르헨티나 반공주의자 동맹)                                   | |
| 1974년 | 로돌포 오르테가 페냐, 부에노스아이레스주의 연방 하원의원                                 | 아르헨티나 반공주의자 동맹                                                   | |
| 1974년 | 아틸리오 로페스, 전 코르도바주 (아르헨티나) 부지사                                       | 아르헨티나 반공주의자 동맹                                                   | |
| 1974년 | 실비오 프론디지, 부에노스아이레스 대학교 법학 교수                                       | 아르헨티나 반공주의자 동맹                                                   | |
| 1974년 | 카를로스 프라츠, 칠레 망명 장군, 전 칠레 육군의 총사령관                                 | 마이클 타운리                                                                | 아우구스토 피노체트 독재 시절의 국가정보국에 의해 살해되었다. |
| 1975년 | 이폴리토 아쿠냐, 산타페주의 연방 하원의원                                                | 몬토네로스                                                                   | |
| 1975년 | 존 이간, 코르도바 (아르헨티나) 주재 미국 명예 영사                                       | 몬토네로스                                                                   | |
| 1975년 | 라몬 로하스, 산후안주 (아르헨티나)의 연방 하원의원                                       | 페르난도 오테로                                                              | 포도원 노동자 연맹(FOEVA)의 지도자 델포르 오캄포의 지시로 살해되었다.                                                                                             |
| 1975년 | 알베르토 마누엘 캄포스, 부에노스아이레스주의 헤네랄 산 마르틴 파르티도의 시장            | 몬토네로스                                                                   | |
| 1976년 | 미겔 라곤, 전 살타주 지사                                                                | 루시아노 메넨데스 육군 장군                                                  | 루시아노 메넨데스가 이끄는 육군과 주 경찰관으로 구성된 우익 특수부대에 의해 납치 및 살해되었다.                                                                   |
| 1976년 | 젤마르 미첼리니, 망명 우루과이 상원의원, 광역전선 (우루과이) 창립자                      |                                                                              | 1976년 아르헨티나 쿠데타 이후 콘도르 작전의 일환으로 살해되었으며, 이는 코노 수르 군사 독재 정권 간의 협력을 포함했다.                                            |
| 1976년 | 엑토르 구티에레스 루이스, 우루과이 하원 전 의장 망명자                                   |                                                                              | 젤마르 미첼리니와 함께 살해되었다. |
| 1976년 | 후안 호세 토레스, 망명 전 볼리비아 대통령                                                |                                                                              | 콘도르 작전의 일환으로 살해되었다. |
| 1976년 | 엔리케 앙헬레리, 라리오하 로마 가톨릭 교구의 주교                                        | 루이스 에스트렐라                                                            | 앙헬레리의 차가 3군단장 루시아노 메넨데스의 명령으로 도로를 이탈한 후 구타당해 사망했다.                                                                          |
| 1977년 | 후안 카를로스 카사리에고 데 벨, 아르헨티나 경제부 외자 투자 수석 고문                    | 헥토르 베르헤스 육군 대위                                                    | 카사리에고는 파산한 시아데 전기 회사의 국유화에 대한 4억 달러 지급에 반대했다. 이 회사의 최고 주주 중 한 명은 경제부 장관인 호세 알프레도 마르티네스 데 오스였다. |
| 1978년 | 미겔 토비아스 파딜라, 경제부 조정차관                                                    | 몬토네로스                                                                   | |
| 1985년 | 오스발도 시바크, 은행가                                                                  | 호세 베니그노 로레아, 경찰관                                                 | 전 아르헨티나 반공주의자 동맹 요원들이 이끄는 아니발 고든 일당의 몸값 납치 후 살해되었다.                                                                         |
| 1997년 | 호세 루이스 카베사스, 아르헨티나 유력 주간지 《노티시아스》의 사진 기자                  | "로스 오르네로스" 갱단, 부에노스아이레스 주 경찰 구스타보 프렐레조 경위 지휘 | 사업가 알프레도 야브란의 지시로 살해되었다. |
| 2019년 | 엑토르 엔리케 올리바레스, 라리오하주 (아르헨티나)의 연방 하원의원                        | 후안 헤수스 페르난데스와 후안 호세 나바로 카디스                             | 사업가 라파엘 카노 카르모나의 올리바레스 측근 미겔 야돈(현장 사망)을 겨냥한 공격으로 살해되었다.                                                                  |

### 버뮤다
| 날짜   | 피해자                       | 암살자                             | 비고                                                                                      |
| ------ | ---------------------------- | ---------------------------------- | ----------------------------------------------------------------------------------------- |
| 1973년 | 리처드 샤플스, 버뮤다 주지사 | 어스킨 "벅" 버로우스와 래리 태클린 | 버뮤다 버뮤다 정부청사 밖에서 총에 맞았다. 샤플스의 부관인 휴 세이어스 대위도 살해되었다. |

### 볼리비아
| 날짜             | 피해자                                                                      | 암살자                                        | 비고                           |
| ---------------- | --------------------------------------------------------------------------- | --------------------------------------------- | ------------------------------ |
| 1829년 1월 1일   | 페드로 블랑코 소토, 볼리비아 대통령                                         |                                               | 전복되고 투옥된 후 살해되었다. |
| 1849년 6월 11일  | 에우세비오 길라르테, 볼리비아의 전 임시 대통령                              |                                               |                                |
| 1861년 10월 23일 | 호르헤 코르도바, 볼리비아의 전 대통령                                       |                                               |                                |
| 1865년 3월 23일  | 마누엘 이시도로 벨수, 볼리비아의 전 대통령                                  |                                               |                                |
| 1872년 11월 27일 | 아구스틴 모랄레스, 볼리비아의 대통령                                        |                                               |                                |
| 1894년 2월 27일  | 힐라리온 다자, 볼리비아의 전 대통령                                         |                                               |                                |
| 1917년 6월 17일  | 호세 마누엘 판도, 볼리비아의 전 대통령                                      |                                               |                                |
| 1946년 7월 21일  | 괄베르토 비야로엘, 볼리비아의 대통령                                        |                                               |                                |
| 1967년 8월 9일   | 체 게바라, 혁명가                                                           | 볼리비아 특수부대에 의해 체포되어 처형되었다. |                                |
| 1989년 5월 24일  | 제프리 브렌트 볼과 토드 레이 윌슨 장로, 예수 그리스도 후기 성도 교회 선교사 | 사라테 윌카 해방 무장군                       |                                |
| 2016년 8월 25일  | 로돌포 일랴네스, 볼리비아 내무부 차관                                       | 시위 광부                                     |                                |

### 브라질
| 날짜   | 피해자                                                                            | 암살자 | 비고                                                                                |
| ------ | --------------------------------------------------------------------------------- | --- | ----------------------------------------------------------------------------------- |
| 1678년 | 강가 줌바, 킬롬부 두스 팔마레스의 지도자                                          | |                                                                                     |
| 1695년 | 줌비, 킬롬부 두스 팔마레스의 지도자                                               | |                                                                                     |
| 1830년 | 리베로 바다로, 언론인                                                             | | 암살은 페드루 1세 (브라질) 정부에 대한 시위의 물결을 촉발시켰다.                    |
| 1897년 | 카를로스 마차도 데 비텐쿠르트, 브라질 국방부 장관                                 | 마르셀리노 비스포 데 멜루 | 프루덴치 지 모라이스의 암살 시도 참조                                               |
| 1908년 | 조제 플라시두 지 카스트루, 아크레 공화국의 전 대통령                              | |                                                                                     |
| 1915년 | 피녜이루 마샤두 (정치인), 히우그란지두술주의 상원의원                             | |                                                                                     |
| 1929년 | 조제 고메스 두아르치, 상파울루주 바우루의 시장                                    | 모아시르 지 아우메이다 |                                                                                     |
| 1929년 | 마누엘 프란시스코 지 소자 필류, 페르남부쿠의 연방 하원의원                        | 일데폰소 시모이스 로페스 |                                                                                     |
| 1930년 | 주앙 페소아 카발칸치 지 알부케르케, 파라이바주의 주지사                           | 주앙 두아르치 단타스 |                                                                                     |
| 1938년 | 비르굴리누 페헤이라 다 시우바, 캉가수의 지도자 산적                               | | 앙지쿠 학살 중 주앙 베제라 다 시우바가 이끄는 공격으로 살해되었다.                  |
| 1938년 | 마리아 고메스 지 올리베이라 "마리아 보니타", 캉가수의 산적                        | 조제 판타 지 고도이 | 앙지쿠 학살 중 주앙 베제라 다 시우바가 이끄는 공격으로 살해되었다.                  |
| 1964년 | 아디브 시샤클리, 망명 시리아 군사 독재자                                          | 나와프 가잘레 |                                                                                     |
| 1971년 | 루벤스 파이바, 상파울루주의 전 연방 하원의원이자 브라질 군사독재정권의 비평가     | |                                                                                     |
| 1973년 | 마우리시우 그라보이스, 브라질 공산당 지도자                                       | |                                                                                     |
| 1975년 | 블라디미르 헤르초크, 언론인                                                       | |                                                                                     |
| 1976년 | 주주 앙젤, 패션 디자이너이자 브라질 군사독재정권의 비평가                         | |                                                                                     |
| 1986년 | 조지모 모라이스 타바레스, 가톨릭 사제이자 Comissão Pastoral da Terra의 코디네이터 | | 목장주                                                                              |
| 1988년 | 시쿠 멩지스, 환경 운동가                                                          | 다르시 아우베스 페헤이라 | 암살자의 아버지이자 목장주인 다르리 아우베스 다 시우바의 명령으로 총에 맞았다.      |
| 1992년 | 에드문두 핀투, 아크레 주지사 목록의 아크레 주지사                                 | |                                                                                     |
| 1996년 | 파울루 세자르 파리아스, 페르난두 콜로르 지 멜루 브라질 대통령의 선거 재무담당관   | |                                                                                     |
| 2001년 | 안토니우 다 코스타 산투스, 상파울루주 캄피나스의 시장                             | |                                                                                     |
| 2001년 | 아귀날두 페헤이라 다 시우바, 히우그란지두노르치주 카라우바스의 시장               | | [ 4 ]                                                                               |
| 2002년 | 셀수 다니에우, 산투안드레의 시장                                                  | |                                                                                     |
| 2002년 | 팀 로페스 (언론인), 언론인                                                        | 엘리아스 "말루쿠" 페헤이라 다 시우바 앙드레 "카페타" 다 크루즈 바르보사 클라우디오 "라치뉴" 오를란도 두 나시멘투 마우리시우 "보이지뉴" 지 리마 마티아스 클라우디누 "슈샤" 두스 산투스 코엘류 엘리제우 "제우" 펠리시우 지 소자 앙젤루 "프리모" 다 시우바 헤이나우두 "카데" 아마라우 지 제주스 | 코만두 베르멜류와 아미구스 두스 아미구스와 관련된 마약밀매업자들에 의해 살해되었다. |
| 2002년 | 리디아 메네제스, 리우데자네이루주 마제의 부시장                                   | | [ 5 ] [ 6 ]                                                                         |
| 2005년 | 도로시 스탕, 미국의 수녀                                                          | 라이프란 다스 네베스 살레스 | 사업적 이해관계로 인해 살해되었다.                                                  |
| 2010년 | 발데리 브라스 파스콜린, 상파울루주 잔지라의 시장                                  | |                                                                                     |
| 2016년 | 조제 고메스 다 호샤, 상파울루주 이툼비아라의 전 시장이자 시장 후보                | 질베르투 페헤이라 두 아마라우 |                                                                                     |
| 2016년 | 키리아코스 아미리디스, 그리스의 브라질 대사                                       | 프랑수아즈 지 소자 올리베이라와 세르지오 고메스 | 올리베이라의 지시로 고메스에게 살해되었고, 시신은 렌터카 방화 공격으로 불에 탔다.   |
| 2018년 | 마리엘리 프랑쿠, 인권 운동가이자 리우데자네이루 시 의원                           | 호나우드 파울루 아우베스 페헤이라와 아드리아노 마갈량이스 다 노브레가 | 암살은 지역 민병대와 관련이 있는 것으로 의심된다.                                   |
| 2018년 | 제르손 카마타, 이스피리투산투 주지사 목록의 전 이스피리투산투 주지사              | 마르쿠스 비니시우스 모레이라 안드라지 |                                                                                     |
| 2019년 | 파울루 파울리누 과자자라, 토착 환경 운동가                                        | | 불법 벌목꾼들에게 살해되었다.                                                       |
| 2023년 | 마이 베르나데트, 지역사회 운동가                                                  | |                                                                                     |

### 캐나다
| 날짜             | 피해자                                                                | 암살자                                               | 비고 |
| ---------------- | --------------------------------------------------------------------- | ---------------------------------------------------- | --- |
| 1868년 4월 7일   | 토머스 다르시 맥기, 캐나다 연방의 아버지                              | 패트릭 J. 휠런                                       | |
| 1872년 12월 14일 | 윌리엄 엔드, 북부 뉴브런즈윅주의 치안판사                             |                                                      | 전과자에 의해 그와 그의 사무실에 불이 질러졌다. |
| 1880년 5월 9일   | 조지 브라운, 캐나다 연방의 아버지                                     | 조지 베넷 (살인자)                                   | |
| 1914년 10월 21일 | W.C. 홉킨슨, 이민관, 영국 정보 요원                                   | 메와 싱, 가다르당 동조자                             | |
| 1924년 10월 29일 | 피터 베리긴, 러시아 철학자, 운동가, 캐나다의 두호보르파 공동체 지도자 |                                                      | 기차 폭발로 암살되었다. 폭발로 인해 지방 의회 의원 존 맥키도 사망했다. 가해자는 밝혀지지 않았다.                                                                                                   |
| 1970년 10월 17일 | 피에르 라포르트, 퀘벡주 부총리 및 노동부 장관                         | 베르나르 로르티, 폴 로즈, 자크 로즈, 프랜시스 시마르 | 퀘벡해방전선에 의해 납치 및 살해되었다. |
| 1982년 8월 27일  | 아틸라 알트카트, 튀르키예 외교관                                      | 아르메니아 해방 비밀군                               | 오타와에서 아르메니아 민족주의자들에게 암살되었다. |
| 1993년 3월 10일  | 디노 브라보, 레슬링 선수                                              |                                                      | 퀘벡주 비몽에 있는 그의 집에서 열한 발의 총에 맞았다. 이는 캐나다에서 불법 담배 밀수와 코트로니 범죄 조직과의 연관성 때문인 것으로 추정된다.                                                       |
| 1995년 8월 1일   | 브라이언 스미스, 스포츠 앵커이자 전 아이스하키 선수                   | 제프리 아렌버그                                      | CJOH-DT 스튜디오 밖에서 총에 맞아 다음 날 사망했다. |
| 1998년 11월 18일 | 타라 싱 하예르, 《인도-캐나다 타임스》 창립자, 언론인                 |                                                      | 극단주의에 대한 거침없는 비판자이자 에어 인디아 182편 폭파 사건 재판의 핵심 증인이었다. 이것은 그의 세 번째 암살 시도였고, 첫 번째는 저지된 폭탄 테러였고 두 번째는 총격으로 인해 그는 마비되었다. |
| 2022년 7월 14일  | 리푸다만 싱 말리크, 에어 인디아 182편 폭파 사건 용의자                | 태너 폭스와 호세 로페즈                              | 자신의 사업장 밖에서 총에 맞아 사망했다. 두 암살자는 살인 대가를 받았다고 인정했지만, 누구로부터 받았는지는 아직 밝혀지지 않았다.                                                                  |
| 2023년 6월 18일  | 하르딥 싱 니자르, 칼리스탄 운동에 연루된 시크교 캐나다인              | 현재 재판을 기다리는 4명 체포.                       | 칼리스탄 운동에서의 역할 때문에 인도 정부의 지시로 암살된 것으로 알려졌다. |

### 칠레
| 날짜   | 피해자                                                                                         | 암살자                                   | 비고 |
| ------ | ---------------------------------------------------------------------------------------------- | ---------------------------------------- | --- |
| 1818년 | 루이스 카레라와 그의 형제 후안 호세 카레라, 독립 전쟁 영웅                                     | 정부 수장 베르나르도 오이긴스에게 귀속됨 | |
| 1818년 | 마누엘 로드리게스 에르도이자, 변호사이자 게릴라 지도자, 독립 칠레의 창시자 중 한 명으로 여겨짐 | 정부 수장 베르나르도 오이긴스에게 귀속됨 | |
| 1837년 | 디에고 포르탈레스, 기업가, 정치가이자 칠레 국방부 장관                                         | 호세 안토니오 비다우레 대령              | |
| 1970년 | 르네 슈나이더 셰로, 칠레 육군 총사령관                                                         |                                          | 1970년 좌파 후보 살바도르 아옌데의 당선을 막기 위한 군대의 어떤 개입에도 반대했기 때문에, 극우 준군사 조직에 의해 납치 및 살해되었다.                                       |
| 1971년 | 에드문도 페레스 수호비치, 전 내무장관                                                          |                                          | |
| 1973년 | 빅토르 하라, 좌파 가수                                                                         |                                          | 1973년 쿠데타 이후 살해되었다. |
| 1982년 | 에두아르도 프레이 몬탈바, 전 칠레 대통령이자 아우구스토 피노체트 독재의 반대자                 |                                          | 공식적으로는 저위험 수술 후 패혈증으로 사망했지만, 최근 연구에 따르면 국가정보국에 의해 독살되었을 가능성이 있다. 그러나 그의 사망의 실제 원인에 대한 절대적인 확신은 없다. |
| 1982년 | 투카펠 히메네스, 노동조합원                                                                    |                                          | 아우구스토 피노체트의 군사 독재에 의해 살해되었다. |
| 1991년 | 하이메 구스만, 우익 상원의원이자 아우구스토 피노체트 독재의 전 고문                            |                                          | 민주주의 복귀 후 극좌 게릴라에 의해 살해되었다. |

### 콜롬비아
| 날짜            | 피해자                                                                        | 암살자                                              | 비고 |
| --------------- | ----------------------------------------------------------------------------- | --------------------------------------------------- | --- |
| 1830년          | 안토니오 호세 데 수크레, 베네수엘라 정치인, 정치가, 군인                      | 후안 그레고리오 사리아, 호세 에라소, 세 명의 노동자 | |
| 1861년          | 호세 마리아 오반도, 전 콜롬비아 대통령                                        |                                                     | |
| 1914년          | 라파엘 우리베 우리베, 변호사, 언론인, 외교관, 군인                            |                                                     | |
| 1948년          | 호르헤 엘리에세르 가이탄, 자유당 지도자                                       |                                                     | 그의 암살은 보고타소를 촉발시켰고 라 비올렌시아의 촉매제가 되었다.                                       |
| 1984년          | 카를로스 톨레도 플라타, M-19 게릴라 운동의 초기 지도자이자 콜롬비아 하원 의원 |                                                     | |
| 1984년          | 로드리고 라라 보니야, 법무부 장관                                             |                                                     | 암살은 메데인 카르텔의 지시로 이루어졌다.                                                                |
| 1985년          | 툴리오 마누엘 카스트로 힐, 파블로 에스코바르를 기소한 판사                    |                                                     | |
| 1985년          | 알폰소 레예스 에찬디아, 콜롬비아 대법원장                                     |                                                     | 사법궁 포위전 중 살해되었다.                                                                             |
| 1985년          | 파비오 칼데론 보테로, 대법원 판사                                             |                                                     | 사법궁 포위전 중 살해되었다.                                                                             |
| 1985년          | 페드로 엘리아스 세라노 아바디아, 대법원 판사                                  |                                                     | 사법궁 포위전 중 살해되었다.                                                                             |
| 1985년          | 다리오 벨라스케스 가비리아, 대법원 판사                                       |                                                     | 사법궁 포위전 중 살해되었다.                                                                             |
| 1985년          | 호세 에두아르도 그네코 코레아, 대법원 판사                                    |                                                     | 사법궁 포위전 중 살해되었다.                                                                             |
| 1985년          | 리카르도 메디나 모야노, 대법원 판사                                           |                                                     | 사법궁 포위전 중 살해되었다.                                                                             |
| 1985년          | 알폰소 파티뇨 로셀리, 대법원 판사                                             |                                                     | 사법궁 포위전 중 살해되었다.                                                                             |
| 1985년          | 카를로스 메데인 포레로, 대법원 판사                                           |                                                     | 사법궁 포위전 중 살해되었다.                                                                             |
| 1985년          | 패니 곤살레스 프랑코, 대법원 판사                                             |                                                     | 사법궁 포위전 중 살해되었다.                                                                             |
| 1985년          | 단테 루이스 피오리요 포라스, 대법원 판사                                      |                                                     | 사법궁 포위전 중 살해되었다.                                                                             |
| 1985년          | 마누엘 가오나 크루즈, 대법원 판사                                             |                                                     | 사법궁 포위전 중 살해되었다.                                                                             |
| 1985년          | 호라시오 몬토야 힐, 대법원 판사                                               |                                                     | 사법궁 포위전 중 살해되었다.                                                                             |
| 1985년          | 카를로스 오라시오 우란 로하스, 국무원 보조 판사                               |                                                     | 사법궁 포위전 중 살해되었다.                                                                             |
| 1985년          | 리산드로 후안 로메로 바리오스, 국무원 보조 판사                               |                                                     | 사법궁 포위전 중 살해되었다.                                                                             |
| 1985년          | 에미로 산도발 우에르타스, 국무원 보조 판사                                    |                                                     | 사법궁 포위전 중 살해되었다.                                                                             |
| 1985년          | 훌리오 세사르 안드라데 안드라데, 국무원 보조 판사                             |                                                     | 사법궁 포위전 중 살해되었다.                                                                             |
| 1985년          | 호르헤 A. 코레아 에체베리, 국무원 보조 판사                                   |                                                     | 사법궁 포위전 중 살해되었다.                                                                             |
| 1986년          | 기예르모 카노 이사자, 《엘 에스펙타도르》 신문 국장                           |                                                     | 암살은 메데인 카르텔의 지시로 이루어졌다.                                                                |
| 1987년          | 하이메 파르도 레알, 대통령 후보, 애국연합 (콜롬비아) 당 지도자                |                                                     | 암살은 마약왕 호세 곤살로 로드리게스 가차의 지시로 이루어졌다.                                           |
| 1987년          | 카를로스 마우로 오요스, 콜롬비아 검찰청 총장                                  |                                                     | 암살은 메데인 카르텔의 지시로 이루어졌다.                                                                |
| 1989년          | 테오필로 포레로, 콜롬비아 공산당 국가 조직 비서                               |                                                     | |
| 1989년          | 루이스 카를로스 갈란, 대통령 후보, 콜롬비아 자유당 지도자                     | 하이메 루에다                                       | 암살은 메데인 카르텔의 지시로 이루어졌다.                                                                |
| 1989년          | 호르헤 엔리케 풀리도, 언론인, 문도비전 국장                                   |                                                     | 암살은 메데인 카르텔의 지시로 이루어졌다.                                                                |
| 1989년          | 발데마르 프랭클린 킨테로, 안티오키아주 경찰 사령관                            |                                                     | 암살은 메데인 카르텔의 지시로 이루어졌다.                                                                |
| 1990년          | 베르나르도 하라밀로 오사, 대통령 후보, 애국연합 (콜롬비아) 당 지도자          | 안드레스 아르투로 구티에레스                        | |
| 1990년          | 카를로스 피사로 레온고메스, 대통령 후보, M-19 당 지도자                       |                                                     | |
| 1991년          | 엔리케 로우 무르트라, 전 스위스 대사                                          |                                                     | 암살은 메데인 카르텔의 지시로 이루어졌다.                                                                |
| 1993년 12월 2일 | 파블로 에스코바르, 마약왕                                                     | 수색대                                              | 메데인에서 총격전 중 사망했다.                                                                           |
| 1994년 7월 2일  | 안드레스 에스코바르, 축구 선수                                                |                                                     | 1994년 FIFA 월드컵에서 자책골을 넣은 후, 도박으로 돈을 잃은 범죄 조직원들에 의해 살해된 것으로 추정된다. |
| 1994년          | 마누엘 세페다 바르가스, 상원의원, 애국연합 (콜롬비아) 당 지도자               |                                                     | |
| 1995년          | 알바로 고메스 우르타도, 전 대통령 후보이자 《엘 누에보 시글로》 신문 국장     |                                                     | 콜롬비아 혁명군이 암살의 책임을 주장했다.                                                                |
| 1999년          | 하이메 가르손, 언론인, 운동가, 풍자 작가                                      | 우익 준군사 조직                                    | |
| 2000년          | 크리스피니아노 퀴뇨네스 퀴뇨네스, 콜롬비아 육군 장군                          |                                                     | 콜롬비아 혁명군 단원에 의해 암살되었다.                                                                  |
| 2001년          | 콘수엘로 아라우호, 전 문화부 장관                                             |                                                     | 콜롬비아 혁명군 단원에 의해 암살되었다.                                                                  |
| 2003년          | 기예르모 가비리아 코레아, 안티오키아주 주지사                                 |                                                     | 콜롬비아 혁명군 단원에 의해 암살되었다.                                                                  |
| 2003년          | 힐베르토 에체베리 메히아, 전 국방부 장관이자 가비리아 주지사의 고문(위 참조)  |                                                     | 콜롬비아 혁명군 단원에 의해 암살되었다.                                                                  |
| 2009년          | 루이스 프란시스코 쿠엘라르, 카케타주 주지사                                   |                                                     | 콜롬비아 혁명군 단원에 의해 암살되었다.                                                                  |
| 2021년          | 헤르만 메디나 트리비뇨, 전 카케타주 지사                                      |                                                     | 콜롬비아 혁명군 단원에 의해 암살되었다.                                                                  |
| 2025년          | 미겔 우리베 투르바이 상원의원                                                 |                                                     | |

### 코스타리카
| 날짜            | 피해자                                                             | 암살자          | 비고 |
| --------------- | ------------------------------------------------------------------ | --------------- | --- |
| 1938년 8월 23일 | 리카르도 모레노 카냐스, 의사이자 정치인, 외과 의사 카를로스 에찬디 | 벨트란 코르테스 | 두 의사가 코르테스에게 시술한 실패한 수술에 대한 복수로 살해되었다. 모레노는 집 안에서 총에 맞아 사망했고, 에찬디는 문 밖에서 총에 맞아 사망했다. 코르테스는 같은 날 캐나다인 아서 메이너드도 살해했다. |

### 쿠바
| 날짜           | 피해자                                  | 암살자 | 비고 |
| -------------- | --------------------------------------- | ------ | ---- |
| 1935년 5월 8일 | 안토니오 기테라스, 혁명 사회주의 지도자 |        |      |

### 퀴라소
| 날짜           | 피해자                        | 암살자        | 비고 |
| -------------- | ----------------------------- | ------------- | ---- |
| 2013년 5월 5일 | 헬민 빌스, 자주 인민당 지도자 | 엘비스 쿠와스 |      |

### 도미니카 공화국
| 날짜             | 피해자                                                        | 암살자                                    | 비고                 |
| ---------------- | ------------------------------------------------------------- | ----------------------------------------- | -------------------- |
| 1899년 7월 26일  | 울리세스 외뢰, 도미니카 공화국 대통령                         | 라몬 카세레스, 도미니카 공화국 대통령     |                      |
| 1911년 11월 19일 | 라몬 카세레스, 도미니카 공화국 대통령                         |                                           |                      |
| 1961년 5월 30일  | 라파엘 레오니다스 트루히요, 도미니카 공화국 독재자            |                                           | 매복 중 총에 맞았다. |
| 1973년 2월 16일  | 프란시스코 알베르토 카아마뇨 데뇨, 군 장교이자 전 실권 지도자 |                                           |                      |
| 2022년 6월 6일   | 올란도 호르헤 메라, 환경부 장관                               | 파우스토 미겔 데 헤수스 크루스 데 라 모타 | 총에 맞았다.         |

### 에콰도르
| 날짜             | 피해자                                                            | 암살자          | 비고 |
| ---------------- | ----------------------------------------------------------------- | --------------- | --- |
| 1875년           | 가브리엘 가르시아 모레노, 에콰도르의 대통령                       | 파우스티노 라요 | 친종교적 견해 때문에 키토 대성당 밖에서 총에 맞았다.                                                                  |
| 1912년           | 엘로이 알파로, 에콰도르의 전 대통령                               |                 | 키토에서 친가톨릭 병사들의 폭도에게 살해되었다.                                                                       |
| 1999년           | 하이메 우르타도와 파블로 타피아, 공산주의 입법자들                |                 | 키토에서 살해되었다.                                                                                                  |
| 2020년 12월 28일 | 호르헤 루이스 삼브라노, 마약밀매업자이자 로스 초네로스의 우두머리 |                 | 만타 (에콰도르)의 한 쇼핑센터에서 그의 아내와 딸, 그리고 그를 보호하는 경호원들이 보는 앞에서 근거리에서 총에 맞았다. |
| 2023년 7월 24일  | 아구스틴 인트리아고, 만타 (에콰도르) 시장                         |                 | |
| 2023년 8월 9일   | 페르난도 비야비센시오, 대통령 후보이자 전 국회의원                |                 | 키토의 선거 유세장에서 살해되었다.                                                                                    |
| 2024년 2월 7일   | 다이애나 카르네로, 나란할 시의회 의원                             |                 | 공공 도로에서 오토바이를 탄 암살자에게 총에 맞았다.                                                                   |
| 2024년 3월 23일  | 브리지트 가르시아, 산 비센테 (에콰도르) 시장                      |                 | 그녀의 직원 하이로 로르와 함께 차 안에서 여러 발의 총에 맞았다. 범인은 잡히지 않았다.                                 |

### 엘살바도르
| 날짜   | 피해자                                                                             | 암살자 | 비고 |
| ------ | ---------------------------------------------------------------------------------- | ------ | --- |
| 1913년 | 마누엘 엔리케 아라우호, 엘살바도르의 대통령                                        |        | |
| 1975년 | 로케 달톤, 시인이자 혁명가                                                         |        | |
| 1977년 | 루틸리오 그란데, 로마 가톨릭 사제                                                  |        | |
| 1977년 | 알폰소 나바로, 로마 가톨릭 사제                                                    |        | |
| 1978년 | 에르네스토 바레라, 로마 가톨릭 사제                                                |        | |
| 1979년 | 옥타비오 오르티스, 로마 가톨릭 사제                                                |        | |
| 1979년 | 라파엘 팔라시오스 (사제), 로마 가톨릭 사제                                         |        | |
| 1979년 | 나폴레옹 마시아스, 로마 가톨릭 사제                                                |        | |
| 1980년 | 오스카르 아르눌포 로메로, 산살바도르 로마 가톨릭 대교구의 대주교                   |        | 우익 사형대에 의해 살해되었다. |
| 1980년 | 엔리케 알바레스 코르도바 및 야당 민주혁명전선(FDR)의 다른 5명의 지도자             |        | 정부와 연대한 보안군에 의해 체포 및 살해되었다. |
| 1980년 | 이타 포드, 마우라 클라크, 도로시 카젤, 그리고 진 도노반, 미국 로마 가톨릭 수녀     |        | 엘살바도르 국가방위군에 의해 살해되었다. |
| 1983년 | 마리아넬라 가르시아 빌라스, 인권 변호사이자 운동가                                 |        | 엘살바도르군에 의해 살해되었다. |
| 1983년 | 알베르트 샤우펠베르거, 미국 해군 고위 대표                                         |        | 중미 혁명 노동자당 소속원들에게 살해되었다. |
| 1984년 | 도밍고 몬테로사, 엘살바도르군의 아틀라카틀 대대 사령관이자 엘 모조테 학살의 가해자 |        | 파라분도 마르티 국민해방전선 (FMLN)에 의해 헬리콥터에 숨겨진 라디오 송신기 내 폭탄을 사용하여 호아테카 상공에서 그가 타고 있던 헬리콥터와 함께 13명과 함께 살해되었다. 이는 아틀라카틀 대대가 저지른 학살에 대한 보복이었다. |
| 1989년 | 마리아 크리스티나 고메스, 교사이자 지역사회 지도자                                 |        | |
| 1989년 | 이그나시오 엘라쿠리아, 로마 가톨릭 예수회 사제                                     |        | 엘살바도르군 아틀라카틀 대대에 의해 살해되었다. |
| 1989년 | 이그나시오 마르틴-바로, 로마 가톨릭 예수회 사제                                    |        | 엘살바도르군 아틀라카틀 대대에 의해 살해되었다. |
| 1989년 | 세군도 몬테스, 로마 가톨릭 예수회 사제                                             |        | 엘살바도르군 아틀라카틀 대대에 의해 살해되었다. |

### 그레나다
| 날짜   | 피해자                                                                 | 암살자 | 비고                                                                                              |
| ------ | ---------------------------------------------------------------------- | ------ | ------------------------------------------------------------------------------------------------- |
| 1983년 | 모리스 비숍, 그레나다의 총리 목록의 그레나다 총리                      |        | 며칠 후 그레나다 침공으로 이어진 쿠데타에서 다른 7명의 정치인 및 사업가와 함께 살해되었다.        |
| 1983년 | 재클린 크레프트, 교육 및 여성부 장관, 모리스 비숍 총리의 사실혼 배우자 |        | 비숍과 다른 6명의 정치인 및 사업가와 함께 며칠 후 그레나다 침공으로 이어진 쿠데타에서 살해되었다. |

### 과테말라
| 날짜   | 피해자                                                                           | 암살자                    | 비고                                                                                           |
| ------ | -------------------------------------------------------------------------------- | ------------------------- | ---------------------------------------------------------------------------------------------- |
| 1898년 | 호세 마리아 레이나 바리오스, 과테말라의 대통령                                   |                           |                                                                                                |
| 1957년 | 카를로스 카스티요 아르마스, 과테말라의 대통령                                    |                           | 경호원에 의해 살해되었다.                                                                      |
| 1968년 | 존 고든 메인, 미국의 과테말라 대사                                               | 반군 무장 세력            | 과테말라시티의 미국 대사관에서 한 블록 떨어진 곳에서 납치 시도 중 반군에게 총에 맞아 사망했다. |
| 1970년 | 카를 폰 슈프레티, 서독일의 과테말라 대사                                         | FAR                       |                                                                                                |
| 1970년 | 세사르 몬테네그로 파니아구아, 공산주의 정치인이자 전 국회의원                    |                           | 폰 슈프레티의 살인에 대한 보복으로 사흘 후 살해되었다.                                         |
| 1979년 | 알베르토 푸엔테스 모어, 사회민주당 지도자                                        |                           |                                                                                                |
| 1979년 | 마누엘 콜롬 아르구에타, 과테말라시티 시장                                        |                           |                                                                                                |
| 1980년 | 휴고 롤란도 멜가르 멜가르, 산 카를로스 대학교 법학 교수이자 좌파 지도자          | 에프라인 리오스 몬트 정권 | 직장으로 가는 길에 과테말라 육군에게 매복 공격을 받았다.                                       |
| 1981년 | 스탠리 로더, 미국 로마 가톨릭 사제                                               |                           | 산티아고아티틀란의 사제관에 강제로 침입한 총잡이들에게 머리에 두 발의 총을 맞았다.             |
| 1993년 | 호르헤 카르피오 니콜, 언론인이자 국민 중앙 연합 창립자                           |                           |                                                                                                |
| 1998년 | 후안 호세 헤라르디 코네데라, 산티아고 데 과테말라 로마 가톨릭 대교구의 보조 주교 |                           |                                                                                                |
| 2012년 | 발렌틴 레알, 입법자이자 전 알타 베라파스주 주지사                                |                           |                                                                                                |
| 2013년 | 카를로스 카스티요 메드라노, 후티아파 시장                                        |                           |                                                                                                |

### 가이아나
| 날짜             | 피해자                                    | 암살자                              | 비고                                                                       |
| ---------------- | ----------------------------------------- | ----------------------------------- | -------------------------------------------------------------------------- |
| 1978년 11월 18일 | 리오 라이언, 미국 하원 의원               | 존스타운 (가이아나)의 인민사원 단원 | 가이아나에서 인민사원 단원들의 인권 침해를 조사하던 중 총에 맞아 사망했다. |
| 1980년 6월 13일  | 월터 로드니, 가이아나의 역사가이자 정치인 |                                     |                                                                            |
| 2006년 4월 22일  | 사티아데오 사우, 농업부 장관              |                                     | 군복을 입은 복면 총잡이들에게 그의 형제, 자매, 경비원과 함께 살해되었다.   |

### 아이티
| 날짜             | 피해자                                           | 암살자 | 비고                                                                                         |
| ---------------- | ------------------------------------------------ | ------ | -------------------------------------------------------------------------------------------- |
| 1806년 10월 17일 | 장자크 데살린, 아이티의 군주 목록의 아이티 황제  |        |                                                                                              |
| 1915년 7월 28일  | 빌브룬 기욤 샘, 아이티 대통령                    |        | 폭도에게 살해되었다.                                                                         |
| 1963년 7월 14일  | 클레망 바르보, 프랑수아 뒤발리에 대통령의 보좌관 |        | 실패한 쿠데타를 시작한 후 살해되었다.                                                        |
| 1993년 9월 11일  | 앙투안 이즈메리, 사업가이자 라발라스 지지자      |        |                                                                                              |
| 1993년 10월 14일 | 기 말라리, 법무부 장관                           |        |                                                                                              |
| 2000년 4월 3일   | 장 도미니크, 언론인                              |        |                                                                                              |
| 2005년 7월 14일  | 자크 로슈, 언론인                                |        |                                                                                              |
| 2021년 7월 7일   | 조브넬 모이즈, 아이티 대통령                     |        | 미국 마약단속국 요원으로 위장한 콜롬비아 용병들에게 살해되었다. 조브넬 모이즈 암살 사건 참조 |

### 온두라스
| 날짜   | 피해자                                                             | 암살자                             | 비고 |
| ------ | ------------------------------------------------------------------ | ---------------------------------- | ---- |
| 1862년 | 호세 산토스 과르디올라, 온두라스의 대통령                          |                                    |      |
| 1966년 | 막시밀리아노 에르난데스 마르티네스, 전 엘살바도르의 대통령         |                                    |      |
| 2008년 | 마리오 페르난도 에르난데스, 온두라스 국회의 온두라스 자유당 부의장 |                                    |      |
| 2016년 | 베르타 카세레스, 환경 및 원주민 권리 운동가                        | 데이비드 카스티요, 전 군 정보 장교 |      |
| 2021년 | 프란시스코 가이탄, 칸타라나스 시장                                 | 윌프레도 벨라스케스                |      |

### 자메이카
| 날짜            | 피해자                                                  | 암살자                                  | 비고 |
| --------------- | ------------------------------------------------------- | --------------------------------------- | --- |
| 1987년 4월 17일 | 칼튼 배럿, 음악가, 드러머, 밥 말리 & 더 웨일러스의 멤버 |                                         | 킹스턴 (자메이카)에 있는 그의 집 밖에서 총잡이에게 총에 맞았다. 배럿의 미망인 앨버틴 배럿은 나중에 살인 공모 혐의로 1991년에 투옥되었다. 그녀와 함께 택시 운전사 글렌로이 카터, 그의 알려진 연인, 그리고 검찰이 실제 총격을 가한 것으로 주장한 석공 주니어 "뱅" 닐도 유죄 판결을 받았다. |
| 1987년 9월 11일 | 피터 토시, 음악가, 작곡가, 더 웨일러스의 멤버           | 데니스 "레포" 로반이 이끄는 무장 총잡이 | 킹스턴에 있는 그의 집에서 무장 강도 시도 중 몇 시간 동안 인질로 잡혀 고문을 당한 후 머리에 두 발의 총을 맞았다. 약초상 윌턴 "닥" 브라운과 디스크 자키 제프 '프리 아이' 딕슨과 함께 사망했다. 집 안에 있던 다른 여러 명도 부상을 입었는데, 토시의 사실혼 배우자인 안드레아 말렌 브라운, 프리 아이의 아내 이본("조이"), 토시의 드러머 칼튼 "산타" 데이비스, 그리고 음악가 마이클 로빈슨이 포함된다. |
| 1999년 6월 2일  | 주니어 브레이스웨이트, 음악가, 가수, 더 웨일러스의 멤버 |                                         | 킹스턴에서 동료 음악가 로렌스 스콧과 함께 총에 맞아 사망했다. |

### 멕시코
| 날짜             | 피해자                                                                                                   | 암살자 | 비고 |
| ---------------- | --- | --- | --- |
| 1520년 6월 29일  | 모테쿠소마 쇼코요친, 아즈텍 동맹의 황제                                                                  | | |
| 1831년 2월 14일  | 비센테 게레로, 전 멕시코 대통령                                                                          | | 오아하카주 쿠일라판에서 보수 정치 경쟁자들의 음모로 유인, 체포되어 총살형에 처해졌다. |
| 1861년 6월 3일   | 멜초르 오캄포, 변호사, 과학자, 자유당 개혁가                                                             | | 미초아칸주의 아시엔다에서 레오나르도 마르케스 또는 펠릭스 마리아 술로아가 또는 둘 모두의 지시를 받은 보수 게릴라들에게 납치되었다(보고서마다 다름). 오캄포는 오늘날 이달고주의 테페히 델 리오에 있는 틀랄텐고 아시엔다에서 총살형에 처해졌다. |
| 1863년 11월 13일 | 이그나시오 코몬포르트, 멕시코의 전 대통령                                                                | | 제2차 프랑스-멕시코 전쟁 중 과나후아토주 차마쿠에로스(현 코몬포르트) 근처에서 보수 게릴라들에게 매복 공격을 받아 사망했다. |
| 1913년 2월 22일  | 프란시스코 마데로, 멕시코 대통령                                                                         | | 호세 마리아 피노 수아레스 부통령과 함께 쿠데타로 살해되었다. 비극의 열흘 참조. |
| 1913년 3월 7일   | 아브라함 곤살레스, 혁명가, 치와와주 지사이자 판초 비야의 멘토                                            | 빅토리아노 우에르타 대통령 휘하 장교 | |
| 1913년 10월 7일  | 벨리사리오 도밍게스, 치아파스주 상원의원                                                                 | 빅토리아노 우에르타 대통령 휘하 장교 | 상원에서 우에르타를 비난하는 인상적인 연설을 한 후 멕시코시티에서 우에르타의 명령으로 납치되어 총에 맞았다. |
| 1919년 4월 10일  | 에밀리아노 사파타, 혁명가                                                                                | 헤수스 과하르도 대령 휘하 장교 | 모렐로스주 치나메카의 산 후안 아시엔다에서 총에 맞았다. |
| 1920년 5월 20일  | 베누스티아노 카란사, 멕시코 대통령                                                                       | | 알바로 오브레곤이 이끄는 반란으로 살해되었다. |
| 1923년 7월 20일  | 판초 비야, 혁명가                                                                                        | 알 수 없음, 미래의 대통령 플루타르코 엘리아스 카예스가 당시 대통령 알바로 오브레곤의 묵시적 지지와 승인을 받아 조작한 음모로 가장 가능성 높다. | 치와와주 파랄에서 오픈카를 타고 가던 중 총에 맞았다. 그의 경호원 라파엘 마드레노와 클라로 후에르타도도 살해되었다. |
| 1924년 1월 3일   | 펠리페 카리요 푸에르토, 유카탄주 지사                                                                    | | 전 임시 대통령 아돌포 데 라 우에르타가 전년도에 시작한 대규모 반란의 일환으로 불량 육군 장교들의 음모에 의해 살해되었다. 그의 세 형제인 윌프리도, 벤하민, 에데시오, 그리고 그들의 친구 8명과 함께 유카탄주 메리다 (멕시코)에서 총살형에 처해졌다. |
| 1924년 6월 10일  | 살바도르 알바라도, 혁명가이자 유카탄의 전 지사                                                           | | 당시 대통령 알바로 오브레곤에 대한 아돌포 데 라 우에르타의 반란을 지지한 것에 대한 보복으로 치아파스주 팔렌케 근처에서 매복 공격을 받아 살해되었다. |
| 1928년 7월 17일  | 알바로 오브레곤, 대통령 당선자                                                                           | 호세 데 레온 토랄 | 크리스테로 전쟁의 일환으로 친가톨릭 동조자에 의해 살해되었다. |
| 1929년 1월 10일  | 훌리오 안토니오 메야, 쿠바 혁명가                                                                        | 알 수 없음 | |
| 1938년 4월 11일  | 호세 안토니오 우르키사, 정치 운동가이자 국민공동통치연합 공동 창립자                                     | 이시드로 파라 | 토지 분쟁을 해결하기 위해 과나후아토주 아파세오 엘 그란데를 방문하는 동안 그 밑에서 일하던 농부 파라에게 두 번 칼에 찔렸다. |
| 1940년 8월 20일  | 레프 트로츠키, 망명한 러시아 공산주의자 지도자                                                           | 라몬 메르카데르, 언론인으로 위장한 내무인민위원부 요원                                                                                         | 멕시코시티 코요아칸에 있는 그의 거주지에서 얼음 도끼로 인한 외상성 뇌손상으로 살해되었다. |
| 1962년 5월 23일  | 루벤 하라미요, 혁명가, 정치인, 농지권 운동가                                                             | | 모렐로스주 미아카틀란 소치칼코 근처에 있는 그의 집을 급습한 연방 사법 경찰관과 병사들에게 사법 외적 작전으로 살해되었다. 그의 아내 에피파니아와 세 명의 의붓아들도 이어서 현장에서 총에 맞았다. 가족 중 유일한 생존자는 의붓딸이었다. |
| 1974년 6월 3일   | 옥타비오 무시뇨, 축구 선수                                                                               | 하이메 안토니오 물둔 바레토 | 과달라하라의 한 식당에서 물리적 다툼 후 총에 맞았다. 물둔 바레토는 스페인으로 도피했고 1980년 멕시코로 돌아왔을 때 기소되지 않았는데, 이는 물둔 바레토 가문이 멕시코 정부 내에서 가진 영향력과 권력 때문인 것으로 널리 알려져 있다. |
| 1984년 5월 30일  | 마누엘 부엔디아, 언론인이자 정치 칼럼니스트                                                              | | 제도혁명당 내 인물들이 그를 죽이고 싶어 했다고 의심된다. |
| 1985년 2월 9일   | 엔리케 카마레나 살라자르, 미국 마약단속국 요원                                                           | | 멕시코 정부 및 법 집행 기관 내 인물들의 도움을 받아 과달라하라 카르텔에 의해 납치 및 살해되었다. |
| 1986년 2월 7일   | 카를로스 로레트 데 몰라 메디즈, 언론인이자 전 유카탄주 지사                                              | | |
| 1992년 5월 16일  | 찰리노 산체스, 싱어송라이터                                                                              | | 시날로아주 쿨리아칸의 한 농장에서 경찰관으로 위장한 두 남자에게 처형되었다. 이는 그가 무대에서 라이브로 사망 위협이 담긴 쪽지를 받은 지 몇 시간 후였다. 이 두 남자는 지역 카르텔과 연관된 것으로 추정된다. |
| 1993년 5월 24일  | 후안 헤수스 포사다스 오캄포, 할리스코주 과달라하라의 로마 가톨릭 추기경                                  | 시날로아 카르텔의 두목 호아킨 구스만도 연루되었을 수 있다.                                                                                     | 과달라하라 공항에서 샌디에고에 기반을 둔 로건 하이츠 갱을 이용한 티후아나 카르텔에 의해 다른 6명과 함께 총에 맞았다. 이는 그의 차가 시날로아 카르텔 소속으로 오인되었거나, 또는 정부와 마약 카르텔 간의 가능한 연관성에 대한 포사다스의 비난을 침묵시키기 위한 것이었다. 최근에는 반교회 단체가 연루되었을 수도 있다는 추측이 있다. |
| 1994년 3월 23일  | 루이스 도날도 콜로시오, 제도혁명당 대통령 후보                                                           | 마리오 아부르토 | 티후아나의 로마스 타우리나스 동네에서 선거 유세 도중 암살되었다. |
| 1994년 9월 28일  | 호세 프란시스코 루이스 마시에우, 제도혁명당 사무총장                                                     | 다니엘 아길라르 트레비뇨 | 멕시코시티에서 PRI 당 회의를 마치고 나오던 중 총에 맞았다. PRI 대의원 페르난도 로드리게스 곤살레스는 당국에 자신이 아길라르 트레비뇨와 그의 사촌을 고용하여 살인을 저질렀다고 자백했다. 아길라르 트레비뇨는 자신이 로드리게스 곤살레스에게 범행 대가로 미화 50만 달러(2023년 기준 1,038,026.32달러에 해당)를 받았다고 자백했다. |
| 1999년 6월 7일   | 파코 스탠리, 코미디언                                                                                    | 루이스 알베르토 살라자르 베가 | |
| 2001년 10월 19일 | 디냐 오초아, 인권 변호사                                                                                 | | |
| 2004년 6월 22일  | 프란시스코 오르티스 프랑코, 《제타 매거진》의 기여자 편집자                                              | | |
| 2006년 11월 25일 | 발렌틴 엘리살데, 반다 가수                                                                               | 라울 에르난데스 바론이 이끄는 총잡이 | 타마울리파스주 레이노사에서 콘서트를 마치고 나오던 중 에르난데스 바론이 이끄는 총잡이들에게 매복 공격을 받아 그의 운전기사와 조수와 함께 살해되었다. 엘리살데가 "나의 적들에게"라는 코리도를 콘서트에서 연주한 것 때문에 살해된 것으로 널리 알려져 있으며, 이 노래에는 로스 세타스 마약 밀매 조직을 적대시하는 가사가 포함되어 있다. 에르난데스 바론은 나중에 2014년 7월 26일 레이노사에서 멕시코 연방 경찰과의 총격전 중 여러 카르텔 조직원과 함께 사망했다.                                                                            |
| 2008년 5월 8일   | 에드가르 에우세비오 밀란 고메스, 연방 예방 경찰 청장                                                     | 알레한드로 라미레스 바에스 | 알프레도 벨트란 레이바 공동 창립자의 체포에 대한 보복으로 벨트란-레이바 조직의 대리인으로 멕시코시티에 있는 자신의 집으로 돌아오던 중 가슴에 여덟 발, 손에 한 발의 총을 맞고 살해되었다. |
| 2010년 6월 19일  | 헤수스 마누엘 라라 로드리게스, 치와와주 과달루페 시장                                                    | | |
| 2010년 6월 28일  | 로돌포 토레 칸투, 전 멕시코 대의원 의원이자 타마울리파스주 주지사 후보                                   | | 그는 그의 일행 6명과 함께 총에 맞아 사망했다. |
| 2012년 9월 14일  | 에두아르도 카스트로 루케, 사업가이자 하원의원 당선자                                                     | | |
| 2012년 9월 16일  | 하이메 세라노 세디요, 전 하원의원                                                                        | | 그날 아침 논쟁 중 아내에게 칼로 가슴을 찔렸다. 가족에 의해 인근 병원으로 옮겨졌으나 나중에 사망 판정을 받았다. |
| 2012년 11월 12일 | 마리아 산토스 고로스티에타 살라자르, 의사이자 미초아칸주 티키체오의 전 시장                              | | 11월 12일 모렐리아에서 딸을 학교에 데려다주던 중 무장 괴한에게 납치되었다. 고로스티에타 살라자르는 납치범들에게 딸을 해치지 말고 놓아달라고 간청했고, 자신은 납치범들과 함께 가기로 동의했다. 11월 15일, 쿠이트세오의 산 후안 타라라메오 농촌 공동체 농부들이 출근길에 시신을 발견한 후 경찰이 시신을 확인했다. 부검 보고서에 따르면 그녀는 심한 머리 부상으로 인한 외상성 뇌손상으로 사망했다. 그녀는 이전에 세 번의 암살 시도에서 살아남았으며, 그 중 한 번은 2009년에 그녀의 남편 호세 산체스 차베스를 사망하게 했다.                 |
| 2016년 10월 17일 | 비센테 베르무데스 사카리아스, 연방 판사                                                                  | 알 수 없음 | 멕시코주 메테펙에서 아침 조깅 중 뒤에서 접근한 총잡이에게 대낮에 살해되었다. 용의자는 인근 공범과 함께 현장을 도주했다. 베르무데스 사카리아스 살해의 명확한 동기는 밝혀지지 않았지만, 호아킨 구스만의 송환 과정에서 판사로서의 역할이나 동료 및 전임 법관들의 사법적 불규칙성에 대한 그의 불만과 관련이 있을 수 있다. 2019년 10월, 그의 전처 마리솔 마시아스 구티에레스는 전 남편의 생명 보험금을 타내기 위한 음모를 꾸민 혐의로 체포되었다.                                                                                             |
| 2018년 2월 5일   | 파멜라 몬테네그로, 운동가이자 유튜버                                                                     | 미상의 무장 단체 | 멕시코의 카르텔 영향력에 대한 그녀의 활동 때문에, 카르텔과 관련이 있는 것으로 보이는 미상의 무장 괴한들에게 야간 근무 중 식당에서 총에 맞았다. |
| 2018년 6월 8일   | 페르난도 푸론 존스턴, 피에드라스 네그라스 전 시장                                                        | | 멕시코 총선 출마를 위해 토론회를 떠나던 중 총에 맞았다. |
| 2019년 2월 20일  | 사미르 플로레스 소베라네스, 운동가, 지역사회 지도자, 지역 라디오 진행자                                  | | 그의 고향에서 연방 기반 시설 프로젝트에 대해 정부 관리들과 대치한 다음 날, 모렐로스주 테모아크 아밀싱고에 있는 그의 집 밖에서 세 명의 미확인 개인에게 살해되었다. |
| 2020년 1월 13일  | 호메로 고메스 곤살레스, 환경 운동가, 농업 엔지니어, 엘 로사리오 나비 보호 구역 관리자                    | | 1월 13일 미초아칸주 엘 솔다도 마을에서 회의에 참석하는 모습이 마지막으로 목격되었다. 그의 가족은 다음 날 그가 실종되었다고 신고했고, 그를 납치했다고 주장하는 개인들로부터 몸값 요구 전화를 받아 돈을 지불했다. 실종 2주 이상 지난 1월 30일, 그의 시신은 미초아칸주 오캄포의 농업 저수지에서 발견되었고, 부검 결과 익사 전 머리 부상이 밝혀졌다. 그가 불법 벌목과 싸운 업적과 나비 보호 구역과 관련된 또 다른 활동가인 라울 에르난데스 로메로도 며칠 후 사망한 채 발견되었기 때문에, 그가 조직범죄의 표적이 되었을 것이라는 추측이 있다. |
| 2020년 3월 10일  | 에리크 후아레스 블랑케트, 멕시코 의회에 재직 중인 멕시코 주 의원                                         | 이름 없는 총잡이 | 차 조수석에 앉아 있던 중 두 명의 공격자에게 총에 맞았다. |
| 2020년 12월 18일 | 아리스토텔레스 산도발, 전 할리스코주 주지사                                                              | 사울 알레한드로 린콘 고도이 (엘 초파), 나중에 멕시코군에 의해 인근에서 총에 맞아 사망했다.                                                     | 푸에르토바야르타의 한 식당에서 저녁 식사를 하던 중 총에 맞았다. |
| 2021년 5월 13일  | 아벨 무리에타 구티에레스, 변호사, 전 국회의원, 전 소노라주 검찰총장                                      | 알 수 없음, 카보르카 카르텔 소행 | 시우다드오브레곤의 길모퉁이에 서서 시립 대통령 선거 운동을 위한 전단지를 배포하던 중 총에 맞아 사망했다. 여성 선거 운동원 한 명도 부상을 입었다. 이 공격은 카보르카 카르텔의 소행으로 추정되며, 이 단체는 2019년에 무리에타의 의뢰인인 르바론 가족에게 학살을 저지른 동일한 단체이다. |
| 2023년 6월 29일  | 이폴리토 모라, 농부, 정치인, 자경단 자위 그룹 지도자                                                     | 미상의 총잡이 | 미초아칸주 부에나비스타 (미초아칸주)의 라 루아나에서 미확인 총잡이들에게 매복 공격을 받아 그의 경호원 세 명과 함께 총에 맞았다. |
| 2023년 12월 21일 | 리카르도 타하 라미레스, 연방 하원의원 지망생                                                             | 미상의 총잡이 | 아카풀코의 한 포졸레리아에서 총에 맞아 사망했다. |
| 2024년 1월 9일   | 아로니아 윌슨 탐보, 원주민 지도자이자 활동가                                                             | 호르헤 산티아고 | 집에서 총에 맞아 사망했다. |
| 2024년 4월 1일   | 히셀라 가이탄, 변호사이자 셀라야 시장 지망생                                                             | 미상의 총잡이 | 마을에서 첫 유세 집회 도중 총에 맞아 사망했다. |
| 2024년 7월 22일  | 밀턴 모랄레스 피게로아, 멕시코시티 경찰 전술 전략 및 특수 작전 부서 총괄 코디네이터                      | "카르텔 암살자" | 멕시코주 코아칼코 데 베리아사발에 있는 치킨 가게 밖에서 가족과 함께 있다가 SUV를 타고 온 암살자들에게 머리에 두 발의 총을 맞았다. 조사 진행 중. |
| 2024년 7월 25일  | 헥터 멜레시오 쿠엔 오헤다, 학자, 사업가, 전 시날로아 자치 대학교 총장, 전 쿨리아칸 시장, 하원의원 당선자 | | 자신의 차량 안에서 총에 맞았고, 그 후 쿨리아칸의 한 개인 병원에서 부상으로 사망했다. 그러나 그의 살해는 같은 날 이스마엘 "엘 마요" 삼바다의 납치 및 체포와 관련이 있다고 주장되며, 그는 편지에서 권력 분쟁을 해결하기 위해 쿠엔과 시날로아 주지사 루벤 로차 모야와 회의를 주선했지만, 호아킨 구스만 로페스에게 납치되어 미국으로 이송된 후 체포되었다고 주장했다. 그는 또한 쿠엔이 회의 장소에서 총에 맞았다고 주장했다. 시날로아 검찰청의 조사는 불규칙성과 은폐 의혹으로 얼룩졌다. 조사 진행 중.                                       |
| 2024년 12월 9일  | 베니토 아구아스 아틀라후아, 멕시코 대의원 의원이자 베라크루스주 송골리카 전 시장                         | | 송골리카 시 테페나칵스틀라 마을에서 형제자매들과 점심 식사를 하던 중 오토바이를 탄 사람에게 총격을 받았다. 그의 친구 한 명이 이 공격으로 사망했다. |

### 니카라과
| 날짜            | 피해자                                                              | 암살자                                                | 비고 |
| --------------- | ------------------------------------------------------------------- | ----------------------------------------------------- | ---- |
| 1934년 2월 21일 | 아우구스토 세사르 산디노, 니카라과 혁명가                           | 아나스타시오 소모사 가르시아가 이끄는 국가방위군 대원 |      |
| 1956년 9월 21일 | 아나스타시오 소모사 가르시아, 니카라과 대통령                       | 리고베르토 로페스 페레스                              |      |
| 1978년 1월 10일 | 페드로 호아킨 차모로 카르데날, 신문 편집인이자 소모사 반대파 지도자 |                                                       |      |
| 1991년 2월 16일 | 엔리케 베르무데스, 콘트라 반군의 창립자이자 전 사령관               |                                                       |      |

### 파나마
| 날짜            | 피해자                                                            | 암살자                                                    | 비고 |
| --------------- | ----------------------------------------------------------------- | --------------------------------------------------------- | --- |
| 1955년 1월 2일  | 호세 안토니오 레몬 칸테라, 파나마의 국가원수 목록의 파나마 대통령 |                                                           | 경마장에서 기관총에 의해 살해되었다. |
| 1981년 7월 31일 | 오마르 토리요스, 혁명 최고 지도자이자 파나마의 실권 지도자        | 마누엘 노리에가와 그의 변호사에 의해 미국 소행으로 의심됨 | 무전으로 폭파된 폭탄에 의한 항공기 사고로 사망했을 가능성이 높지만, 확인되지는 않았다. 이 사건을 둘러싼 많은 추측이 있었고, 확인된 출처는 거의 없다. |
| 1985년 9월 13일 | 휴고 스파다포라, 게릴라 전사이자 정치 활동가                      | 마누엘 노리에가 (용의자)                                  | |

### 파라과이
| 날짜             | 피해자                                                  | 암살자           | 비고 |
| ---------------- | ------------------------------------------------------- | ---------------- | --- |
| 1877년 4월 12일  | 후안 바우티스타 길, 파라과이의 대통령                   |                  | 후안 실바노 고도이가 선동한 음모로 살해되었다. |
| 1877년 10월 29일 | 파쿤도 마차인, 파라과이의 전 대통령                     |                  | 미래의 대통령 칸디도 바레이로와 베르나르디노 카바예로의 지시로 교도관들에게 살해되었다. 이는 길 대통령을 살해한 재판 중인 자들을 공개적으로 변호한 것에 대한 보복일 가능성이 높다. |
| 1878년 12월 31일 | 시릴로 안토니오 리바로라, 파라과이의 전 대통령          |                  | |
| 1980년 9월 17일  | 아나스타시오 소모사 데바일레, 망명한 전 니카라과 대통령 | 7명의 산디니스타 | |
| 1999년 3월 23일  | 루이스 마리아 아르가냐, 파라과이 부통령                 |                  | 매복 공격을 받았다. |

### 페루
| 날짜             | 피해자                                                      | 암살자                                                                                             | 비고                                                                                         |
| ---------------- | ----------------------------------------------------------- | -------------------------------------------------------------------------------------------------- | -------------------------------------------------------------------------------------------- |
| 1541년 6월 26일  | 프란시스코 피사로, 스페인의 콩키스타도르                    | | 동료 콩키스타도르들 간의 권력 투쟁으로 살해되었다.                                           |
| 1871년 11월 23일 | 마리아노 멜가레호, 망명한 전 볼리비아 대통령                | |                                                                                              |
| 1872년 7월 26일  | 호세 발타, 페루의 대통령                                    | | 동생의 죽음에 대한 보복으로 토마스 구티에레스의 지시에 의해 총살당했다.                      |
| 1872년 7월 26일  | 토마스 구티에레스, 페루의 임시 대통령                       | | 폭도에게 살해되었다.                                                                         |
| 1873년 2월 2일   | 마리아노 에렌시아 세바요스, 페루의 전 임시 대통령           | |                                                                                              |
| 1878년 11월 16일 | 마누엘 파르도 (정치인), 페루의 전 대통령이자 페루 의회 의장 | |                                                                                              |
| 1933년 4월 30일  | 루이스 미겔 산체스 세로, 페루의 대통령                      | 아벨라르도 멘도사 레이바                                                                           | 억압된 아메리카 혁명인민동맹 소속원에게 총에 맞았다. 루이스 미겔 산체스 세로 암살 사건 참조. |
| 1992년 2월 15일  | 마리아 엘레나 모야노, 비야 엘 살바도르의 지역사회 조직가    | |                                                                                              |
| 2023년 9월 29일  | 킨토 이누마 알바라도, 부족 지도자이자 환경 보호론자         | 제닉스 사보야 사보야, 벨루스티아노 사보야 피스코, 그리고 또 한 명, 세군도 비야로보스 게바라가 고용 |                                                                                              |

### 수리남
| 날짜            | 피해자                                  | 암살자 | 비고                    |
| --------------- | --------------------------------------- | ------ | ----------------------- |
| 1982년 12월 8일 | 브램 베어, 언론인                       |        | 12월 살인 사건의 피해자 |
| 1982년 12월 8일 | 에디 후스트, 전 수리남 법무부 장관      |        | 12월 살인 사건의 피해자 |
| 1982년 12월 8일 | 앙드레 캄페르베인, 운동선수이자 전 장관 |        | 12월 살인 사건의 피해자 |
| 1982년 12월 8일 | 제라르 레키, 학자                       |        | 12월 살인 사건의 피해자 |
| 1982년 12월 8일 | 수렌드르 람보쿠스, 군 장교              |        | 12월 살인 사건의 피해자 |

### 트리니다드 토바고
| 날짜            | 피해자                                               | 암살자 | 비고                                          |
| --------------- | ---------------------------------------------------- | ------ | --------------------------------------------- |
| 1699년 12월 1일 | 호세 데 레온 이 에찰레스, 트리니다드섬의 스페인 총독 |        | 아레나 학살 중 살해되었다.                    |
| 1990년 8월 1일  | 레오 데 비뉴, 하원의원                               |        | 자마트 알 무슬리민 쿠데타 시도 중 살해되었다. |
| 1995년 6월 10일 | 셀윈 리처드슨, 전 트리니다드 토바고 법무장관         |        |                                               |
| 2014년 5월 4일  | 다나 시탈, 상원의원                                  |        |                                               |

### 미국
| 날짜             | 피해자 | 암살자                                                                                                  | 비고 |
| ---------------- | --- | --- | --- |
| 1815년 5월 8일   | 데이비드 램지 (역사가), 미국 대륙회의 대표                                                                                         | 윌리엄 리넨                                                                                             | 사우스캐롤라이나주 찰스턴의 브로드 스트리트에서 기병권총으로 총에 맞았다. |
| 1837년 11월 7일  | 일라이자 패리시 러브조이, 목사, 편집자, 노예제 폐지론자                                                                            | 성난 폭도                                                                                               | 노예제 찬성 폭도에게 살해되었다. |
| 1839년 6월 22일  | 메이저 리지, 체로키족 지도자 | 버드 더블헤드와 제임스 포먼                                                                             | 뉴에코타 조약을 체결하여 4,000명의 체로키족이 눈물의 길에서 사망한 것에 대해 리지를 비난한 집단에 의해 살해되었다. 그의 아들 존과 조카 엘리아스 부디넛도 살해되었다. |
| 1844년 6월 27일  | 조셉 스미스 주니어, 예수 그리스도 후기 성도 교회의 설립자이자 1844년 대통령 후보                                                   | 무장 폭도                                                                                               | 일리노이주 카시지 (일리노이주) 교도소에서 무장 폭도에게 그와 그의 형 하이럼이 살해되었다. |
| 1865년 4월 14일  | 에이브러햄 링컨, 미국 대통령 | 존 윌크스 부스                                                                                          | 워싱턴 D.C. 포드 극장의 대통령 전용석에서 연극 우리 미국인 사촌을 관람하던 중 총에 맞았다. 링컨은 다음 날 아침 4월 15일 길 건너편 하숙집에서 사망했다. 부스와 공범 데이빗 헤럴드는 버지니아주의 한 헛간에 숨었다. 헤럴드는 항복했다. 부스가 나가지 않자, 군인들은 헛간에 불을 질렀다. 부스는 헛간 안에 있었지만 연합군 병사 보스턴 코빗의 총에 목에 치명상을 입었다.                        |
| 1865년 4월 23일  | 사일러스 스틸먼 소울, 미국 군경 총장, 샌드 크릭 학살의 내부고발자                                                                  | 찰스 스콰이어                                                                                           | 콜로라도 준주 덴버에서 존 밀턴 치빙턴의 지휘 아래 있었던 군인에게 총에 맞았다. 소울은 치빙턴의 샌드 크릭 행동에 대한 연방 조사에서 두 달 전에 증언했다. 소울은 최소 두 번의 암살 시도 표적이 되었고, 친구에게 자신의 증언 때문에 살해될 것이라고 말했다. |
| 1868년 3월 31일  | 조지 W. 애시번, 미국 상원의원 후보이자 판사                                                                                        | 쿠 클럭스 클랜 단원 5명                                                                                 | 아프리카계 미국인에 대한 친화적인 행동 때문에 조지아주 콜럼버스 (조지아주)에서 암살되었다. 주에서 클랜의 첫 살인 피해자. |
| 1868년 10월 22일 | 제임스 M. 힌즈, 아칸소주 출신 미국 하원의원                                                                                        | 조지 클라크                                                                                             | 공화당에 대한 위협의 일환으로 쿠 클럭스 클랜 단원에게 살해되었다. |
| 1881년 7월 2일   | 제임스 A. 가필드, 미국 대통령 | 찰스 기토                                                                                               | 워싱턴 D.C. 기차역에서 기차를 기다리던 중 기토에게 총에 맞았다. 가필드는 1881년 9월 19일까지 사망하지 않았다. |
| 1881년 7월 14일  | 빌리 더 키드, 무법자 | 팻 개럿                                                                                                 | 뉴멕시코 준주 포트 섬너에서 두 달간의 수색 끝에 개럿에게 총에 맞아 사망했다. |
| 1882년 3월 18일  | 모건 어프, 보안관 | 피트 스펜스 (피고인)                                                                                    | 애리조나주 툼스톤 (애리조나주) 캠벨 & 해치 당구장에서 당구를 치던 중 카우보이들에게 총에 맞았다. 이는 어프 형제들이 이전 무법자들을 살해한 것에 대한 보복이었다. |
| 1882년 4월 3일   | 제시 제임스, 무법자 | 로버트 포드 (무법자)와 찰스 포드 (무법자)                                                               | 미주리주 세인트조지프 (미주리주)에서 뒤통수에 총을 맞았다. |
| 1889년 1월 29일  | 존 M. 클레이튼 (아칸소 정치인), 아칸소주 출신 미국 하원의원                                                                        | 알 수 없음                                                                                              | 아칸소주 플러머빌에 있는 그의 집 창문을 통해 총에 맞았다. |
| 1890년 10월 15일 | 데이비드 헨네시, 뉴올리언스 경찰서장                                                                                               | 마피아                                                                                                  | |
| 1892년 6월 8일   | 로버트 포드 (무법자), 무법자 | 에드워드 케이프하트 오켈리                                                                              | 콜로라도주 크리드에 있는 그의 텐트 술집에서 산탄총에 목에 총을 맞았다. |
| 1893년 10월 28일 | 카터 해리슨 3세, 시카고 시장 | 패트릭 유진 프렌더개스트                                                                                | 공격자가 후원직 임명을 거부당한 후 살해되었다. 공격자는 유죄 판결을 받고 처형되었다. |
| 1900년 2월 3일   | 윌리엄 고벨, 켄터키 주지사 | 미상 정치적 반대자들                                                                                    | 불확실하지만, 논란이 많고 사기적인 선거 상황에서 살해되었다. |
| 1901년 9월 6일   | 윌리엄 매킨리, 미국 대통령 | 리언 촐고츠                                                                                             | 촐고츠는 뉴욕주 버펄로 (뉴욕주)에서 열린 범미국 박람회에서 악수하던 매킨리를 총으로 쏘았다. 9월 14일에 사망했다. |
| 1905년 10월 21일 | 토마소 페토, 모렐로스 범죄 조직의 갱스터                                                                                           | 주세페 데 프리모 (용의자)                                                                               | 펜실베이니아주 루선군 브라운타운 마을의 정육점에서 집으로 걸어가던 중 총에 맞았다. |
| 1905년 12월 30일 | 프랭크 스튜넨버그, 아이다호 주지사 목록의 아이다호 주지사                                                                          | 해리 오차드                                                                                             | 광산 회사 정보원에 의해 노동조합에 책임을 전가하려다 살해되었다. |
| 1906년 6월 25일  | 스탠포드 화이트, 저명한 건축가 | 해리 켄달 토                                                                                            | 토는 화이트가 뉴욕의 상류층 진입을 막고 있다고 믿으며 그에 대한 강박적인 증오심을 품고 있었다. 화이트는 또한 토의 아내인 모델이자 코러스 걸 에블린 네스빗과 이전에 관계를 맺었다. |
| 1908년 2월 29일  | 팻 개럿, 미국 서부의 법집행관, 세관원                                                                                              | 제시 웨인 브레이즐 (용의자)                                                                             | 뉴멕시코주 라스크루시스에서 여행 중 총에 맞았다. |
| 1921년 5월 11일  | 앤서니 단드레아, 마피아 두목 | 알 수 없음                                                                                              | 일리노이주 쿡군 (일리노이주) 시카고에 있는 그의 아파트에 들어가던 중 총에 맞았다. |
| 1928년 11월 6일  | 아널드 로스틴, 범죄 조직 보스 | 타이타닉 톰슨의 동료들 (용의자)                                                                         | 맨해튼 7번가 파크 센트럴 호텔에서 총에 맞았고 이틀 뒤 스터이브산트 폴리클리닉 병원에서 사망했다. 사망 직전, 로스틴은 총격범을 밝히기를 거부했다. |
| 1933년 3월 6일   | 안톤 체르마크, 시카고 시장 | 주세피 장가라                                                                                           | 의도된 목표인 프랭클린 루스벨트 대통령 대신 체르마크가 총에 맞았다. |
| 1935년 9월 8일   | 휴이 롱, 루이지애나주 출신 미국 상원의원이자 잠재적인 1936년 미국 대통령 후보                                                      | 칼 와이스                                                                                               | 루이지애나 주 의사당 건물에서 "하원 법안 1호" 통과를 돕기 위한 회의에 참석한 후 롱의 오랜 상대였던 벤자민 헨리 페이비 판사의 사위에게 복부에 권총으로 총에 맞았고 이틀 뒤 사망했다. 와이스는 롱의 경호원들에게 총에 맞아 사망했다. |
| 1943년 1월 11일  | 카를로 트레스카, 아나키스트 조직가                                                                                                 | 카르미네 갈란테 (용의자)                                                                                | 당시 한 이론은 용의자 암살자가 시칠리아의 명령에 따라 마피아의 일원이었으며, 다른 이론은 그가 이탈리아 파시스트에게 살해되었다고 제안했다. 다른 이들은 트레스카가 소련 스탈린 정권에 대한 비판에 대한 보복으로 내무인민위원부에 의해 제거되었다고 이론화했다. 제노베세 범죄 조직의 보스 비토 제노베제가 트레스카의 살해를 명령했고, 총격범은 보난노 범죄 조직의 카르미네 갈란테였다고 한다. |
| 1947년 6월 20일  | 벅시 시걸, 갱스터 | 알 수 없음                                                                                              | 캘리포니아주 베벌리힐스에 있는 버지니아 힐의 집에서 신문을 읽던 중 총에 맞았다. |
| 1951년 4월 19일  | 필립 망가노, 카포레짐 및 빈센트 망가노, 망가노 범죄 조직의 우두머리                                                                | 앨버트 아나스타샤 (용의자)                                                                              | 두 형제는 1951년 4월 19일 실종되었고, 필립은 같은 날 브루클린의 자메이카 베이 습지에서 세 발의 총을 맞은 채 발견되었으나, 빈센트는 결코 발견되지 않았다. 둘 다 조직 언더보스 앨버트 아나스타샤의 명령으로 살해된 것으로 추정된다. |
| 1957년 10월 25일 | 앨버트 아나스타샤, 살인주식회사의 범죄 보스                                                                                        | 비토 제노베제와 카를로 감비노                                                                           | 미드타운맨해튼 56번가와 7번가 파크 센트럴 호텔의 이발소에서 여러 차례 총에 맞았다. |
| 1958년 12월 10일 | 크리슈나 벤타, 컬트 지도자 | 피터 듀마 카메노프와 랄프 뮐러                                                                          | 컬트 자금 횡령과 아내들과의 친밀한 관계를 비난한 두 명의 전 컬트 단원들에 의해 캘리포니아주 채츠워스에서 다른 7명과 함께 자살 공격으로 살해되었다. |
| 1960년 2월 9일   | 아돌프 쿠어스 3세, 쿠어스 브루잉 컴퍼니의 상속인                                                                                   | 조셉 코베트 주니어                                                                                      | 몸값 협상 실패로 살해되었다. |
| 1963년 4월 23일  | 윌리엄 루이스 무어, 민권 운동가이자 인종평등회의 (CORE) 회원                                                                       | 알 수 없음                                                                                              | 테네시주 채터누가에서 미시시피주 잭슨 (미시시피주)까지 항의 행진 중 앨라배마주 키너에서 살해되었다. |
| 1963년 6월 12일  | 메드가 에버스, 아프리카계 미국인 민권 운동가이자 미시시피주 전미 유색인 지위 향상 협회 지도자                                      | 바이런 드 라 벡위드                                                                                     | 쿠 클럭스 클랜 단원에게 총에 맞아 1994년 유죄 판결을 받았다. |
| 1963년 11월 22일 | 존 F. 케네디, 미국 대통령 | 리 하비 오스왈드                                                                                        | 텍사스주 댈러스에서 자동차 행렬을 타고 이동 중 총에 맞았다. |
| 1963년 11월 24일 | 리 하비 오스왈드, 존 F. 케네디 암살자                                                                                              | 잭 루비                                                                                                 | 댈러스 경찰서 지하에서 생방송 중 총에 맞았다. |
| 1964년 6월 21일  | 제임스 체이니, 앤드루 굿맨 (운동가) & 마이클 슈베르너, 민권 운동가                                                                 | 쿠 클럭스 클랜                                                                                          | 미시시피주 네쇼바군에서 아프리카계 미국인의 투표 등록을 위한 자유 여름 캠페인 활동 중 쿠 클럭스 클랜 단원들에게 납치되어 처형되었다. |
| 1965년 2월 21일  | 맬컴 X, 흑인 무슬림 지도자 | 탈마지 헤이어, 네이션 오브 이슬람 단원                                                                  | 맨해튼 연회장에서 연설을 시작하던 중 살해되었다. |
| 1966년 1월 10일  | 버논 다머, 전미 유색인 지위 향상 협회 포레스트군 지부장                                                                            | 새뮤얼 바워스가 이끄는 화이트 나이츠 오브 쿠 클럭스 클랜                                                | 1966년 1월 10일 밤 미시시피주 해티즈버그에 있는 그의 집이 화이트 나이츠 오브 쿠 클럭스 클랜에 의해 방화 공격을 받아 다머는 심하게 화상을 입었고, 결국 연기 흡입과 폐의 심각한 화상으로 사망했다. |
| 1967년 8월 25일  | 조지 링컨 록웰, 미국 나치당 지도자                                                                                                 | 존 패틀러, 전 보좌관                                                                                    | 세탁소를 나서던 중 가슴에 총에 맞았다. |
| 1968년 4월 4일   | 마틴 루터 킹 주니어, 미국 민권 운동가                                                                                              | 제임스 얼 레이                                                                                          | 레이는 유죄를 인정했지만 나중에 철회했고, 1999년 민사 재판에서는 식당 주인 로이드 조워스와 '알 수 없는 다른 사람'에게 유죄를 선고하면서 '정부 기관이 음모에 연루되었다'고 언급했다. |
| 1968년 6월 5일   | 로버트 F. 케네디, 뉴욕주 출신 미국 상원의원이자 1968년 민주당 대통령 후보                                                          | 시르한 시르한                                                                                           | 캘리포니아주 예비선거에서 승리한 후 연설을 마치고 총에 맞았다. 26시간 뒤인 6월 6일 사망했다. 시르한은 1969년 4월 17일 유죄 판결을 받고 일주일도 채 안 되어 사형 선고를 받았다. 1972년 캘리포니아 대법원이 캘리포니아 대 앤더슨 사건 판결에서 1972년 이전에 캘리포니아에서 선고된 모든 사형 선고를 무효화한 후, 형은 사면되어 종신형으로 감형되었다.                                         |
| 1969년 6월 13일  | 클래런스 13X, 종교 지도자, 파이브-퍼센트 네이션 창립자                                                                             | 알 수 없음                                                                                              | 뉴욕에 있는 그의 아파트 건물 로비에서 매복 공격을 받아 살해되었다. |
| 1969년 8월 9일   | 샤론 테이트, 배우; 제이 시브링, 유명 헤어스타일리스트; 애비게일 폴거, 커피 상속녀; 그리고 그녀의 남자친구, 보이체크 프라이코프스키 | 맨슨 패밀리                                                                                             | 모두 캘리포니아주 로스앤젤레스에 있는 테이트의 집에서 여러 차례 칼에 찔렸다. |
| 1969년 8월 10일  | 레노 라비앙카, 슈퍼마켓 임원 | 맨슨 패밀리                                                                                             | 라비앙카와 그의 아내 로즈마리는 캘리포니아주 로스앤젤레스에 있는 그들의 집에서 여러 차례 칼에 찔렸다. |
| 1969년 12월 4일  | 프레드 햄프턴, 흑표당 부의장 | 시카고 경찰국, 연방수사국 연루                                                                          | 시카고 경찰국의 급습으로 살해되었다. 이것이 암살인지에 대해서는 논란이 있지만, 많은 자료는 이를 암살 또는 적어도 코인텔프로 프로그램의 지원을 받은 정치적 동기의 사법 외적 처형으로 보고 있다. |
| 1973년 1월 27일  | 메흐메트 바이다르, 튀르키예 영사                                                                                                   | 구르겐 야미키안                                                                                         | 아르메니아인 집단학살에 대한 복수로 살해되었다. |
| 1973년 1월 27일  | 바하디르 데미르, 튀르키예 영사 | 구르겐 야미키안                                                                                         | 아르메니아인 집단학살에 대한 복수로 살해되었다. |
| 1973년 11월 6일  | 마커스 포스터, 캘리포니아주 오클랜드 (캘리포니아주)의 학군 교육감                                                                  | 도널드 디프리즈, 조 레미로와 러시 리틀                                                                  | 심바이어니즈 해방군 단원에게 살해되었다. |
| 1974년 6월 30일  | 앨버타 윌리엄스 킹, 마틴 루터 킹 주니어의 어머니, 그리고 에드워드 보이킨, 교회 집사                                                | 마커스 셰놀트                                                                                           | 조지아주 애틀랜타에 있는 에벤에셀 침례교 교회에서 남편이 설교를 하던 중 살해되었다. |
| 1974년 11월 13일 | 카렌 실크우드, 핵 내부고발자 및 노동조합 활동가                                                                                    | 알 수 없음                                                                                              | 오클라호마주 시마론의 핵폐기물 재처리 시설의 부주의한 안전 및 보안에 대한 문서를 《뉴욕 타임스》에 제공하러 가던 중 도로에서 차가 이탈했다. |
| 1976년 9월 21일  | 올랜도 레텔리에르, 살바도르 아옌데 대통령 재임 시절 미국의 칠레 대사                                                               | 마이클 타운리                                                                                           | 칠레 국가정보국 요원이 설치한 차량 폭탄으로 그의 미국인 조수인 로니 모피트와 함께 사망했다. |
| 1978년 11월 27일 | 하비 밀크, 샌프란시스코 시의원, 미국 최초의 공개적으로 동성애자 선출직 공무원, 동성애자 권리 운동가                                | 댄 화이트, 밀크의 주장에 반대했던 샌프란시스코 전 시의원                                                | |
| 1978년 11월 27일 | 조지 모스콘, 샌프란시스코 시장 | 댄 화이트, 밀크의 주장에 반대했던 샌프란시스코 전 시의원                                                | |
| 1979년 5월 29일  | 존 H. 우드 주니어, 지방 판사 | 찰스 해럴슨                                                                                             | 텍사스주 샌안토니오에 있는 그의 타운하우스 주차장에서 마약상 자미엘 차그라가 고용한 해럴슨에게 총에 맞아 사망했다. |
| 1980년 3월 21일  | 안젤로 브루노, 필라델피아 범죄 조직의 보스                                                                                         | 안토니오 카포니그로 (추정)                                                                              | 펜실베이니아주 필라델피아 로어 모이아멘싱 동네에 있는 10번가와 스나이더 애비뉴 교차로에서 기다리던 중 산탄총에 머리 뒤쪽에 총을 맞았다. 그의 살해는 20명 이상의 목숨을 앗아간 4년간의 필라델피아 갱 전쟁을 촉발시킨 것으로 평가된다. |
| 1980년 4월 18일  | 안토니오 카포니그로, 콘실리에레 | 필라델피아 범죄 조직                                                                                    | 안젤로 브루노의 죽음에 연루된 혐의로 그의 처남과 함께 위원회에 의해 처형되었으며, 그들의 시신은 브롱크스에 있는 차 트렁크에서 구타당하고 발가벗겨진 채 발견되었다. |
| 1980년 10월 28일 | 프랭크 신돈, 고리대금업자 | 필라델피아 범죄 조직                                                                                    | 안젤로 브루노의 죽음에 연루된 혐의로 사우스 필라델피아에 있는 한 잡화점 뒤 골목에서 머리에 세 발의 총을 맞은 채 사망했다. |
| 1980년 12월 8일  | 존 레논, 영국 음악가, 비틀즈의 멤버                                                                                                | 마크 채프먼                                                                                             | 비틀즈의 전 팬에게 총에 맞아 사망했다. 그는 레논이 반기독교적이라고 인식한 발언과 행동(가장 두드러진 것은 비틀즈가 "예수보다 인기가 많다"는 레논의 농담) 때문에 레논을 원망하게 되었다. 존 레논 피살 사건 참조. |
| 1981년 3월 15일  | 필립 테스타, 필라델피아 범죄 조직의 범죄 보스                                                                                      | 피터 카셀라 & 프랭크 나르두치 시니어 (추정)                                                             | 펜실베이니아주 사우스 필라델피아의 포터 스트리트 2117번지에 있는 그의 트윈 하우스에 들어가던 중 못 폭탄에 의해 폭사했다. |
| 1981년 3월 30일  | 토르 니스 크리스티안센, 연쇄 살인범                                                                                                | 미확인 동료 수감자                                                                                      | 폴섬 주립 교도소의 운동장에서 미상의 공격자에게 칼에 찔려 사망했다. 그의 살인 사건의 심각한 성적 특성 때문인 것으로 보인다. |
| 1981년 7월 13일  | 켄 맥엘로이, 살인미수범, 소아성애자, 범죄자                                                                                        | 최소 두 명의 미확인 공격자                                                                              | 미주리주 스키드모어의 메인 스트리트 앞에서 그의 트럭에 앉아 있던 중 30-46명의 군중 앞에서 대낮에 총에 맞았다. |
| 1981년 9월 19일  | 프랭크 피콜로, 카포레짐 | 폴 카스텔라노 (용의자)                                                                                  | 코네티컷주에서 제노베세 범죄 조직의 갈취 통제에 대한 그의 침해 때문에 폴 카스텔라노의 명령으로 브리지포트의 거리의 공중 전화 부스에서 총에 맞아 사망했다. |
| 1982년 1월 28일  | 케말 아르칸, 튀르키예 영사 | 해리 사수니안과 크리코르 살리바                                                                         | 터키가 아르메니아인 집단학살을 부인한 것 때문에 살해되었다. |
| 1982년 5월 4일   | 오르한 군두즈, 튀르키예 명예 영사                                                                                                  | 아르메니아인 집단학살 정의 특공대                                                                       | 아르메니아인 집단학살에 대한 보복으로 살해되었다. |
| 1982년 5월 13일  | 프랭크 몬테, 콘실리에레 | 해리 리코베네                                                                                           | 스카르포-리코베네 갱 전쟁 중 고위 범죄 조직 보스 해리 리코베네의 명령으로 사우스 필라델피아에서 저격소총으로 총에 맞았다. |
| 1983년 1월 10일  | 로이 데메오, 갱스터 | 감비노 범죄 조직                                                                                        | 브루클린 십스헤드 베이의 베루나 보트 클럽 주차장에서 여러 차례 총에 맞은 채 그의 차 트렁크에서 발견되었다. |
| 1983년 1월 20일  | 앨런 도프만, 보험 대리점 주인, 국제운전사형제단 컨설턴트                                                                           | 시카고 아웃핏 (추정)                                                                                    | 일리노이주 링컨우드의 링컨웰 하얏트 주차장에서 총에 맞아 사망했다. |
| 1984년 6월 18일  | 앨런 버그, 라디오 토크쇼 진행자 | 진 크레이그, 데이비드 레인 (백인 우월주의자), 브루스 피어스, 리처드 스쿠타리                            | 백인 우월주의 단체인 디 오더의 단원들에게 살해되었다. |
| 1984년 9월 14일  | 살바토레 테스타, 필라델피아 범죄 조직의 언더보스                                                                                   | 니코데모 스카르포                                                                                       | 현 보스 니코데모 스카르포의 명령으로 뉴저지주 글로스터 타운십의 도로변에서 총에 맞아 사망했다. |
| 1984년 10월 15일 | 헨리 리우, 중화민국계 미국인 작가                                                                                                  | 우 툰과 퉁 쿠이-센                                                                                      | 중국국민당 요원에게 살해된 것으로 알려졌다. |
| 1985년 8월 15일  | 체림 소옵조코프, 체르케스인 첩보원, 정치인, SS 상급돌격지도자, 나치 도망자                                                         | 로버트 매닝 (용의자)                                                                                    | 유대방위연맹을 대표한다고 주장하는 사람들로부터 여러 차례 살해 협박을 받았지만, 그들은 연루를 부인했다. |
| 1985년 10월 11일 | 알렉스 오데, 아랍인 차별 반대 단체 지도자                                                                                          | 어브 루빈, 로버트 매닝, 앤디 그린, 키스 푹스 (용의자)                                                   | 캘리포니아주 샌타애나에 있는 그의 사무실에서 폭탄이 터져 사망했다. |
| 1985년 12월 16일 | 폴 카스텔라노, 감비노 범죄 조직의 범죄 보스 및 토마스 빌로티, 갱스터                                                               | 존 고티                                                                                                 | 미드타운맨해튼 3번가 근처 이스트 46번가 스파크스 스테이크 하우스에서 승인되지 않은 청부 살인으로 총에 맞아 사망했다. |
| 1986년 2월 19일  | 배리 실 | 루이스 카를로스 킨테로-크루즈, 미겔 벨레스, 베르나르도 안토니오 바스케스 및 메데인 카르텔의 다른 단원들 | 루이지애나주 배턴루지에 있는 구세군 센터 밖에서 6발의 총에 맞았고 거의 즉사했다. |
| 1986년 4월 13일  | 프랭크 데시코, 감비노 범죄 조직의 언더보스                                                                                         | 빅터 아무소 & 앤서니 카소                                                                               | 루케세 범죄 조직의 빈센트 기간테와 앤서니 코랄로의 명령으로 브루클린 다이커 하이츠의 카스텔라노 충성파 제임스 페일라를 방문하던 중 살해되었다. |
| 1986년 4월 29일  | 알레한드로 곤살레스 말라베, 잠복 경찰관                                                                                            | "혁명을 위한 자원 봉사 조직" 요원들 (책임 주장)                                                         | 푸에르토리코 바야몬에서 살해되었다. |
| 1986년 6월 13일  | 블라디미르 레즈니코프, 갱스터 | 조셉 테스타 & 앤서니 센터                                                                               | 뉴욕 브루클린 브라이턴비치에서 테스타에게 매복 공격을 받아 총에 맞아 사망했다. 그는 사기성 가스 면허 때문에 그에게 빚진 돈을 받으러 가고 있었다. |
| 1986년 6월 16일  | 앤서니 스필로트로, 갱스터 | 시카고 아웃핏                                                                                           | 스필로트로와 그의 형제는 인디애나주 에노스 근처 윌로 슬로 보호구역의 옥수수밭에서 구타당해 사망한 채 발견되었다. |
| 1989년 8월 22일  | 휴이 뉴턴, 흑표당 창립자 | 타이론 로빈슨                                                                                           | 흑인 게릴라군 (BGA)의 단원에게 살해되었다. |
| 1989년 12월 16일 | 로버트 스미스 반스, 연방 항소법원 판사                                                                                             | 월터 무디                                                                                               | 무디는 1991년 반스 판사에게 개인적인 복수를 위해 우편 폭탄을 보낸 혐의로 유죄 판결을 받았지만, 변호사 대니얼 시한은 반스 판사가 이란-콘트라 사건 소송인 아브리냥 대 헐 사건의 결과를 좌우하기 위해 암살되었다고 주장했다. |
| 1989년 12월 18일 | 로버트 E. 로빈슨, 변호사, 민권 운동가, 시의원                                                                                      | 월터 무디                                                                                               | NAACP와의 활동 때문에 우편 폭탄의 표적이 되었다. |
| 1990년 11월 5일  | 메이르 카하네, 이스라엘의 크네세트 의원, 유대방위연맹과 카흐 당의 창립자, 시오니스트                                               | 엘 사이드 노사이르                                                                                      | 맨해튼 호텔에서 아랍 총격범에게 살해되었다. 이 총격범은 셰이크 오마르 압델-라흐만("맹인 셰이크"), 알카에다의 1993년 세계 무역 센터 폭탄 테러 관련 책임자와의 공모 혐의로 유죄 판결을 받았다. 카하네의 암살은 알카에다가 미국 땅에서 저지른 첫 번째 테러 행위였다. |
| 1991년 4월 13일  | 바비 보리엘로, 갱스터 | 프랭크 라스토리노                                                                                       | 베이 29번가 브루클린 벤슨허스트에 있는 그의 집 밖에서 7발의 총에 맞았다. 이는 루케세 범죄 조직 언더보스 앤서니 카소의 명령이었다. |
| 1991년 5월 21일  | 이오안 P. 쿨리아누, 루마니아의 종교, 문화, 사상 역사가                                                                             | 알 수 없음                                                                                              | 시카고 대학교에서 신학부를 가르치던 중 시카고 대학교에서 살해되었다. 이는 그의 저술에 대한 반대 때문인 것으로 알려졌다. |
| 1993년 3월 10일  | 데이비드 건 (의사), 낙태 시술 의사                                                                                                 | 마이클 F. 그리핀                                                                                        | 그의 진료소 밖에서 총에 맞았다. |
| 1993년 7월 7일   | 미아 자파타, 음악가이자 더 깃츠의 리드 싱어                                                                                        | 헤수스 메스퀴아                                                                                         | 메스퀴아에게 구타당하고 강간당하며 목졸려 살해당했다. |
| 1994년 7월 29일  | 존 브리튼 (의사), 의사, 낙태 시술 의사                                                                                             | 폴 제닝스 힐                                                                                            | 그의 진료소에서 총에 맞았다. |
| 1994년 12월 10일 | 토마스 모서 (유나바머 피해자), 버슨-마스텔러의 광고 담당 임원                                                                      | 시어도어 카진스키                                                                                       | 그의 집으로 보낸 폭탄에 의해 살해되었다. 카진스키는 엑슨 발데즈 원유 유출 사고 이후 엑슨의 대중 이미지를 회복시키는 모서의 활동 때문에 폭탄을 보냈다고 썼다. |
| 1995년 3월 31일  | 셀레나, 가수이자 작곡가 | 욜란다 살디바르                                                                                         | 텍사스주 코퍼스크리스티에서 팬클럽 매니저에게 총에 맞았고, 그는 나중에 살인죄로 유죄 판결을 받았다. |
| 1995년 9월 30일  | 스트레치 (래퍼), 래퍼 | 로널드 워싱턴 (용의자)                                                                                  | 뉴욕 퀸스 112번가와 209번가에서 자동차 추격전 중 뒤에서 네 발의 총에 맞았고, 그 후 충돌했다. |
| 1996년 9월 13일  | 투팍 샤커, 래퍼 | 올랜도 앤더슨 (용의자)                                                                                  | 복싱 경기 후 라스베이거스에서 총에 맞았다. |
| 1996년 10월 13일 | G-슬림, 래퍼 | 미상의 총잡이                                                                                           | 자신의 동네에서 다른 세 남자와 함께 총에 맞았다. |
| 1997년 3월 9일   | 노토리어스 B.I.G., 래퍼 | 워델 파우스 (용의자)                                                                                    | 캘리포니아주 로스앤젤레스에서 차량 총격전 중 네 발의 총에 맞았다. |
| 1997년 7월 15일  | 잔니 베르사체, 패션 디자이너 | 앤드루 커내넌                                                                                           | 마이애미에 있는 그의 집 앞 계단에서 총에 맞았다. |
| 1998년 2월 3일   | 팻 팻, 래퍼 | 알 수 없음                                                                                              | 텍사스주 휴스턴 10440 사우스 드라이브에서 홍보대행사 집으로 출연료를 받으러 갔다가 총에 맞았다. |
| 1998년 10월 19일 | 토미 버크스, 테네시주 상원 의원 | 바이런 루퍼                                                                                             | 선거 한 달 전 테네시주 쿡빌에 있는 그의 재산에서 공화당 경쟁자에 의해 총에 맞아 사망했다. |
| 1998년 10월 23일 | 바넷 슬레피안, 의사, 낙태 시술 의사                                                                                                | 제임스 찰스 코프                                                                                        | 그의 부엌에서 총에 맞았다. |
| 1999년 2월 15일  | 빅 엘, 래퍼 | 제라드 우들리 (용의자)                                                                                  | 뉴욕 45 웨스트 139번가에서 9발의 총을 맞고 드라이브 바이 슈팅으로 살해되었다. |
| 2000년 12월 15일 | 더윈 브라운, 조지아주 디캘브군의 보안관 당선자                                                                                     | 멜빈 워커 & 데이비드 램지                                                                               | 집 밖에서 열두 발의 총에 맞았다. 암살은 브라운이 최근 보안관 선거에서 물리쳤던 시드니 도르시의 지시로 이루어졌다. |
| 2001년 9월 10일  | DJ 엉클 알, 래퍼 | 다르넨 파비안 왓슨 & 미확인 공격자                                                                      | 플로리다주 마이애미에서 문을 열다가 세 남자에게 총에 맞아 사망했다. |
| 2002년 10월 30일 | 잼 마스터 제이, 래퍼 | 칼 조던 주니어 & 로널드 워싱턴 (용의자)                                                                 | 뉴욕 퀸스 자메이카 (퀸스) 메릭 대로에 있는 그의 녹음 스튜디오에서 총에 맞아 사망했다. |
| 2003년 7월 23일  | 제임스 E. 데이비스 (뉴욕 정치인), 뉴욕 시의회 의원                                                                                 | 오스니엘 애스큐                                                                                         | 뉴욕 시청사 발코니에서 애스큐를 소개하던 중 몸통에 총에 맞았다. |
| 2003년 11월 23일 | 아돌포 브루노, 제노베세 범죄 조직의 카포레짐                                                                                       | 아서 니그로                                                                                             | 매사추세츠주 스프링필드 (매사추세츠주)의 카멜 산 성모회 클럽 주차장에서 제노베세 범죄 조직의 대행 보스 아서 니그로의 명령으로 청부 살인을 당해 다섯 발의 총에 맞았다. |
| 2003년 11월 26일 | 솔자 슬림, 래퍼 | 알 수 없음                                                                                              | 루이지애나주 뉴올리언스에 있는 그의 어머니와 의붓아버지의 잔디밭에서 네 발의 총에 맞았다. |
| 2004년 11월 1일  | 맥 드레, 래퍼 | 앤서니 "팻 톤" 왓킨스 (추정)                                                                            | 미주리주 캔자스시티 (미주리주)에서 다른 씨즈 엔터테인먼트 멤버들과 공연을 마친 후 그룹의 밴이 미국 국도 제71호선을 이동하던 중 미상의 공격자에게 총격을 받아 밴이 충돌했고 맥 드레는 나중에 목 총상으로 현장에서 사망 판정을 받았다. |
| 2004년 12월 8일  | 다임백 대럴, 음악가 | 네이선 게일                                                                                             | 오하이오주 콜럼버스 (오하이오주)의 알로사 빌라 나이트클럽 무대에서 공연 중 총에 맞았다. |
| 2006년 5월 1일   | 빅 호크, 래퍼 | 알 수 없음                                                                                              | 텍사스주 휴스턴의 레드펀 드라이브에서 혼자 총에 맞았다. |
| 2007년 8월 2일   | 숀시 베일리, 오클랜드 트리뷴 언론인                                                                                                | 데본드르 브루사르                                                                                       | 캘리포니아주 오클랜드 (캘리포니아주)의 거리에서 총에 맞았다. |
| 2008년 2월 7일   | 마이크 스워보다, 미주리주 커크우드 시장                                                                                            | 찰스 "쿠키" 손턴                                                                                        | 커크우드 시의회 총격 사건 참조 |
| 2008년 4월 20일  | VL 마이크, 래퍼 | 알 수 없음                                                                                              | 루이지애나주 뉴올리언스의 마일즈 드라이브 4700번지에서 차량에서 내리던 중 여러 차례 총에 맞았고 나중에 유니버시티 병원에서 사망했다. |
| 2009년 5월 31일  | 조지 틸러, 의사 | 스콧 로더                                                                                               | 교회에서 안내원으로 봉사하던 중 낙태 반대 극단주의자에게 총에 맞았다. |
| 2010년 7월 1일   | 렐레 (래퍼), 래퍼, 마약 밀매업자                                                                                                   | 조직 데 나르코트라피칸테스 유니도스                                                                     | 푸에르토리코 트루히요알토의 자동차에서 24발의 총상을 입은 채 발견되었다. 미국 법무부에 따르면 그가 소속되어 있었다는 조직 데 나르코트라피칸테스 유니도스의 명령으로 이루어진 것으로 추정된다. |
| 2011년 1월 8일   | 존 롤, 대법원장 | 재러드 리 러프너                                                                                        | 러프너가 그의 주 목표인 개브리엘 기퍼즈와 함께 애리조나주 카사스 아도베스의 슈퍼마켓 주차장에서 코너 미팅 중 총에 맞았다. |
| 2015년 6월 17일  | 클레멘타 C. 핑크니, 사우스캐롤라이나주 상원의원                                                                                    | 딜런 루프                                                                                               | 사우스캐롤라이나주 찰스턴 교회 총기 난사 사건 중 루프에게 총에 맞아 사망했다. |
| 2016년 6월 10일  | 크리스티나 그리미, 가수 | 케빈 로이블                                                                                             | 플로리다주 올랜도에서 사인회를 하던 중 총에 맞았다. |
| 2018년 6월 18일  | XXXT텐타시온, 래퍼 | 마이클 보트라이트, 트레이본 뉴섬, 로버트 앨런 & 데드릭 윌리엄스                                         | 오토바이 가게 밖에서 세 남자에게 총에 맞았다. |
| 2018년 6월 18일  | 지미 워포, 래퍼 | 알 수 없음                                                                                              | 펜실베이니아주 피츠버그의 힐 디스트릭트 (피츠버그) 동네에서 드라이브 바이 슈팅 중 살해되었고 한 시간 뒤 UPMC 프레스비테리안에서 사망했다. |
| 2018년 10월 30일 | 화이티 벌거, 윈터 힐 갱의 범죄 보스                                                                                                | 포티오스 지어스, 폴 J. 데콜로게로 & 숀 맥키논 (피고인)                                                  | 웨스트버지니아주 미국 교도소, 헤이즐턴으로 이송된 후 휠체어에서 자물쇠 양말과 시브로 구타당해 사망한 채 발견되었다. |
| 2019년 3월 13일  | 프랭크 칼리, 갱스터이자 감비노 범죄 조직의 대행 보스                                                                               | 앤서니 코멜로                                                                                           | 칼리가 "딥 스테이트"의 일원이라고 믿었던 QAnon 음모론에 빠진 코멜로에게 집 밖에서 살해되었다. |
| 2020년 11월 11일 | MO3 (래퍼), 래퍼 | 케원 돈트렐 화이트 & 데빈 모리스 브라운                                                                 | 텍사스주 댈러스 주간고속도로 제35호선을 운전하던 중 추격당해 총에 맞아 사망했다. |
| 2021년 11월 17일 | 영 돌프, 래퍼 | 저스틴 존슨, 코넬리우스 스미스 & 슌데일 바넷 (용의자)                                                   | 테네시주 멤피스의 마케다스 홈메이드 버터 쿠키 가게에서 어머니를 위해 쿠키를 사러 가던 중 22발의 총을 맞았다. |
| 2021년 12월 19일 | 드레이코 더 룰러, 래퍼 | 알 수 없는 폭도                                                                                         | 캘리포니아주 로스앤젤레스의 한 축제에서 백스테이지에서 40명 정도 되는 무리에게 매복 공격을 받아 칼에 찔렸다. |
| 2022년 2월 26일  | 스누티 와일드, 래퍼 | 아이보리 듀크 윌리엄스                                                                                  | 텍사스주 휴스턴의 도랑에서 목에 총상을 입은 채 발견되었다. |
| 2024년 6월 23일  | 훌리오 풀리오, 래퍼 | 숀 개스라이트, 이시아 챈스, 알리시아 앤드루스, 라샤드 & 다비온 머피 (용의자)                            | 플로리다주 탬파의 주차장에서 라이벌 갱단원들에게 총에 맞아 사망했다. |
| 2024년 12월 4일  | 브라이언 톰슨, 사업가이자 유나이티드헬스케어 CEO                                                                                   | 루이지 망기오네 (용의자)                                                                                | 맨해튼 뉴욕 힐튼 미드타운 호텔 밖에서 세 발의 총에 맞았다. |
| 2025년 4월 3일   | 아룰 카라살라, 종교 지도자 | 게리 헤름스크 (용의자)                                                                                  | 캔자스주 세네카에 있는 그의 집 밖에서 여러 차례 총에 맞았다. |
| 2025년 6월 14일  | 멜리사 호트만, 미네소타주 하원 의장 이메리타                                                                                       | 밴스 볼터 (용의자)                                                                                      | 호트만과 그녀의 남편은 경찰관을 사칭한 총잡이에게 집에서 총에 맞아 사망했다. |

### 우루과이
| 날짜             | 피해자                                                                                 | 암살자            | 비고                                                                                   |
| ---------------- | -------------------------------------------------------------------------------------- | ----------------- | -------------------------------------------------------------------------------------- |
| 1868년 2월 19일  | 베르나르도 P. 베로, 전 우루과이의 대통령                                               |                   |                                                                                        |
| 1868년 2월 19일  | 베난시오 플로레스, 우루과이의 전 대통령                                                |                   |                                                                                        |
| 1897년 8월 25일  | 후안 이디아르테 보르다, 우루과이의 대통령                                              | 아벨리노 아레돈도 | 호세 바트예 이 오르도녜스 지지자에게 총에 맞았다.                                      |
| 1965년 2월 23일  | 헤르베르츠 추쿠르스, 라트비아 항공인이자 도피 중인 전범                                | 모사드            | 라트비아의 홀로코스트에서의 역할 때문에 살해되었다.                                    |
| 1970년 8월 10일  | 댄 미트리오네, 미국 공공 안전 사무소 고문                                              | 투파마로스        |                                                                                        |
| 1992년 11월 15일 | 에우헤니오 베리오스, 아우구스토 피노체트 독재 시절 국가정보국에서 일했던 칠레의 화학자 | 칠레 정부         | "너무 많은 것을 알고 있다"는 이유로 칠레 비밀 정보기관에 의해 우루과이에서 살해되었다. |

### 베네수엘라
| 날짜             | 피해자                                                                                                | 암살자                | 비고 |
| ---------------- | --- | --------------------- | --- |
| 1830년 6월 4일   | 안토니오 호세 데 수크레, 독립 지도자                                                                  |                       | |
| 1950년 11월 13일 | 카를로스 델가도 찰바우드, 베네수엘라 대통령                                                           | 라파엘 시몬 우르비나  | |
| 1950년 11월 13일 | 라파엘 시몬 우르비나, 후안 비센테 고메스 대통령의 반대자이자 카를로스 델가도 찰바우드 대통령의 암살자 |                       | |
| 1952년 10월 21일 | 레오나르도 루이스 피네다, 민주행동당의 창립자 중 한 명                                                | 국가보안국            | 독재자 마르코스 페레스 히메네스의 정치 경찰에 의해 암살되었다.                                                                              |
| 2004년 11월 18일 | 다닐로 앤더슨, 주 검사                                                                                |                       | |
| 2011년 5월 17일  | 윌프레드 이반 오헤다, 언론인                                                                          |                       | |
| 2012년 4월 2일   | 헤수스 아길라르테, 아푸레주 주지사                                                                    |                       | |
| 2014년 10월 1일  | 로베르트 세라, 베네수엘라 국회 의원                                                                   |                       | |
| 2016년 5월 6일   | 헤르만 마바레, 새로운 시대 정치인                                                                     |                       | |
| 2018년 1월 15일  | 오스카르 알베르토 페레스, 베네수엘라 반군 지도자이자 과학수사경찰기동대 수사관                        | 베네수엘라 국가방위대 | |
| 2018년 10월 8일  | 페르난도 알반, 정의제일당 시의원                                                                      | 볼리바르 정보국       | 2021년 5월, 니콜라스 마두로의 검찰총장 타렉 윌리엄 사아브는 알반이 처음 정부 관리들이 보고한 대로 자살한 것이 아니라 살해되었다고 인정했다. |
| 2019년 3월 6일   | 알리 도밍게스, 언론인                                                                                 |                       | |
| 2019년 10월 16일 | 에드문도 라다, 인민의지당 시의원                                                                      |                       | 특수작전부대 장교들이 살해 용의자로 의심된다.                                                                                               |

## 오세아니아

### 오스트레일리아
| 날짜             | 피해자                                                                 | 암살자                                        | 비고                                                    |
| ---------------- | ---------------------------------------------------------------------- | --------------------------------------------- | ------------------------------------------------------- |
| 1894년 2월 12일  | 윌리엄 페이즐리, 버우드 (뉴사우스웨일스주) 시립자치구의 버우드 시장    | 윌리엄 레드펀                                 | 레드펀에 의한 살인-자살                                 |
| 1975년 6월 23일  | 셜리 핀, 사창가 운영자, 나이트클럽 운영자, 사교계 인물                 |                                               | 내부고발자에 대한 보복으로 살해된 것으로 추정된다.      |
| 1975년 7월 4일   | 후아니타 닐슨, 신문 발행인, 언론인, 도시 유산 운동가                   |                                               | 실종되었다. 1983년 검시관 심문에서 살인으로 판명되었다. |
| 1977년 7월 15일  | 도널드 매케이 (반마약 운동가), 반마약 운동가                           |                                               |                                                         |
| 1980년 12월 17일 | 샤리크 아르야크, 튀르키예 영사                                         | 아르메니아인 집단학살 정의 특공대             |                                                         |
| 1989년 1월 10일  | 콜린 윈체스터, 오스트레일리아 연방 경찰 차장                           |                                               |                                                         |
| 1994년 9월 5일   | 존 뉴먼 (오스트레일리아 정치인), 뉴사우스웨일스주의 카브라마타 주 의원 | 푸엉 응오, 지역 클럽 소유자이자 정치적 경쟁자 |                                                         |

### 누벨칼레도니
| 날짜           | 피해자                             | 암살자      | 비고 |
| -------------- | ---------------------------------- | ----------- | ---- |
| 1989년 5월 4일 | 장 마리 티바우, 카낙족 독립 지도자 | 주벨리 웨아 |      |

### 뉴질랜드
| 날짜           | 피해자                     | 암살자     | 비고                                                     |
| -------------- | -------------------------- | ---------- | -------------------------------------------------------- |
| 1962년 2월 5일 | 제임스 패트릭 워드, 변호사 | 알 수 없음 | 소포 폭탄으로 살해되었다. 공격자는 결코 밝혀지지 않았다. |

### 사모아
| 날짜            | 피해자                                    | 암살자                                                                    | 비고 |
| --------------- | ----------------------------------------- | ------------------------------------------------------------------------- | ---- |
| 1999년 7월 16일 | 루아가라우 레바울라 카무, 공공사업부 장관 | 엘레티세 레아파 비탈레, 피해자의 불명예스러운 전임자 레아파 비탈레의 아들 |      |

### 팔라우
| 날짜            | 피해자                         | 암살자     | 비고 |
| --------------- | ------------------------------ | ---------- | ---- |
| 1985년 6월 30일 | 하루오 레멜리크, 팔라우 대통령 | 알 수 없음 |      |

### 솔로몬 제도
| 날짜            | 피해자                                           | 암살자                                | 비고 |
| --------------- | ------------------------------------------------ | ------------------------------------- | ---- |
| 2002년 8월 20일 | 아우구스티네 게베, 청소년, 여성 및 스포츠부 장관 | 로니 카와, 프랜시스 렐라, 해롤드 케케 |      |

### 서파푸아
| 날짜             | 피해자                                     | 암살자 | 비고                                                                 |
| ---------------- | ------------------------------------------ | ------ | -------------------------------------------------------------------- |
| 1984년 4월 26일  | 아널드 압, 노래하는 사람 및 민족음악학자   |        | 수감 중 석방된 후 인도네시아군 부대에 의해 등에 총을 맞았다.         |
| 1996년 3월 14일  | 토마스 와인게이, 독립 지도자               |        | 치피낭 교도소에서 인도네시아 정보 요원들에게 독살된 것으로 알려졌다. |
| 2001년 11월 10일 | 테이스 엘루아이, 서파푸아 독립 운동 지도자 |        | 자야푸라에서 군사 만찬에 참석한 후 코파수스 장교들에게 암살되었다.   |
| 2009년 12월 16일 | 켈리 크왈릭, 서파푸아 게릴라 지도자        |        | 티미카에서 대테러특수부대 88 장교들에게 암살되었다.                  |
| 2012년 6월 14일  | 마코 타부니, 서파푸아 민족 위원회 위원장   |        | 자야푸라에서 대테러특수부대 88 장교들에게 암살되었다.                |

## 같이 보기
- 암살된 반식민주의 지도자 목록
- 차량 폭탄에 의한 암살 목록
- 암살 및 처형된 국가원수 및 정부수반 목록
- 암살된 현직 대사 목록
- 이스라엘의 암살 목록
- 이란의 암살 목록
- 암살 미수에서 살아남은 국가원수 및 정부수반 목록
- 암살 미수 생존자 목록
- 테러 사건 목록
- 가상의 암살자 목록
- 암살 교단의 암살 목록